# Ruhr
Die Ruhr ist ein 219,3 km langer, rechter und östlicher Nebenfluss des Rheins in Nordrhein-Westfalen (Deutschland) mit einem Einzugsgebiet von 4485 km².
Der Fluss verläuft über rund 124 km auf dem Gebiet des Regionalverbands Ruhr und gab dem Ruhrgebiet als größter Agglomeration Deutschlands seinen Namen. Dieser erklärt sich daraus, dass die Industrialisierung im ausgehenden 18. Jahrhundert im Bereich des Flusses, wo die Kohle dicht unter der Erdoberfläche gelagert ist, begann.
Eine wichtige wirtschaftliche Bedeutung des Flusses liegt heute in der Trink- und Brauchwasserversorgung des Ruhrgebiets, für die der Ruhrverband zuständig ist, sowie in der Energiegewinnung. Im 19. Jahrhundert war die Ruhr zeitweilig die meistbefahrene Wasserstraße Deutschlands. Gegenwärtig findet Güterverkehr nur noch auf den letzten zwölf Flusskilometern zwischen dem Mülheimer Rhein-Ruhr-Hafen und dem Rhein statt. Das Tal der Ruhr ist ein Naherholungsgebiet für die Metropolregion Rhein-Ruhr.
Im Unterlauf beträgt die mittlere Abflussmenge der Ruhr am Pegel Mülheim 76 m³/s. Der von wasserwirtschaftlichen Maßnahmen unbeeinflusste, natürliche Abfluss beträgt an der Mündung im Mittel 81,6 m³/s; nach diesen Werten ist die Ruhr nach ihrer Wasserführung der sechstgrößte Nebenfluss des Rheins.

## Geographie

### Verlauf

#### Quelle

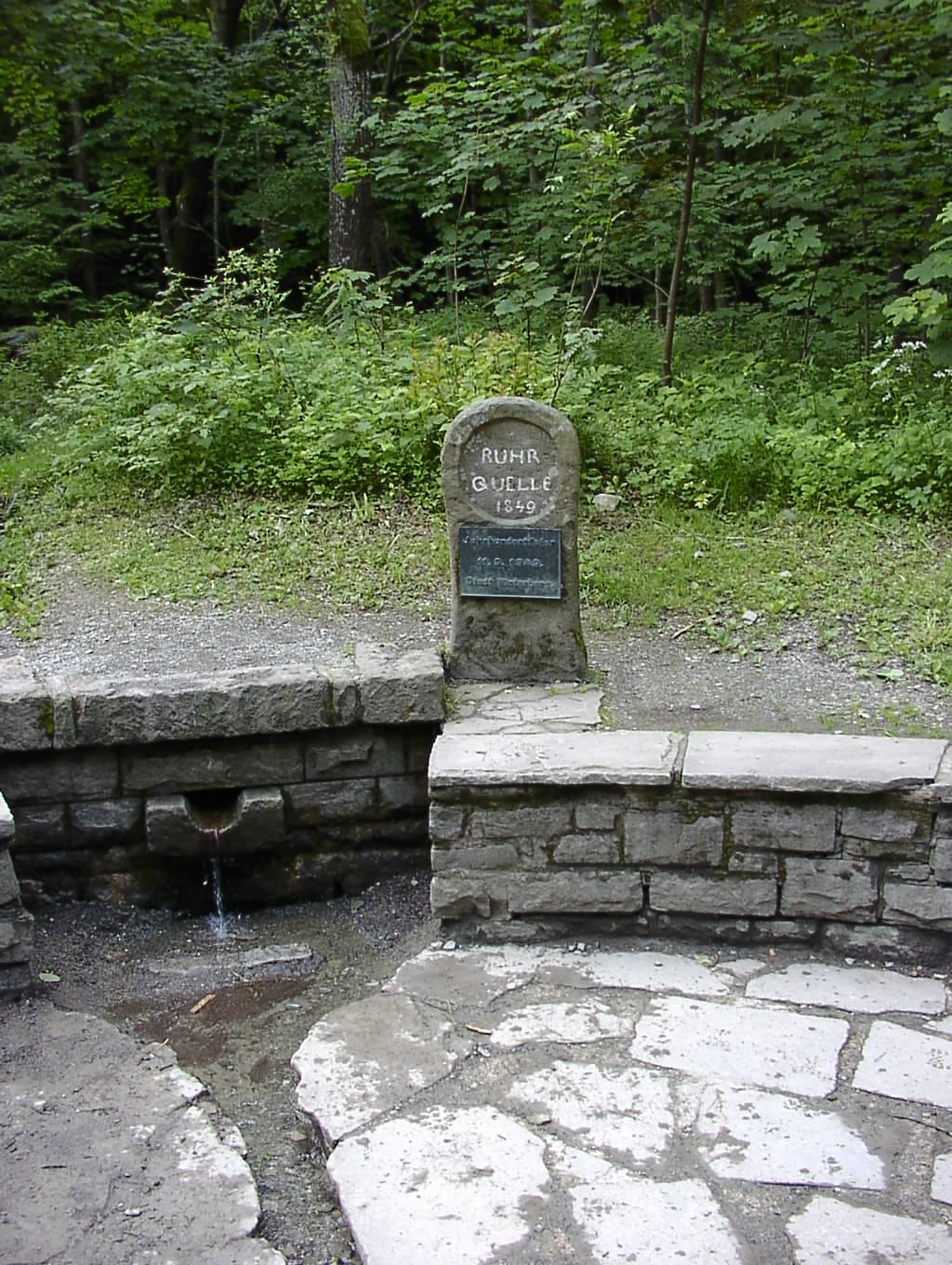
Von der Ruhr durchflossenes Rondell nahe der Ruhrquelle

Die Ruhr entspringt im hochsauerländischen Teil des Rothaargebirges auf dem Nordosthang des im Naturpark Sauerland-Rothaargebirge liegenden Ruhrkopfes (695,7 m ü. NN). Die dortige Ruhrquelle befindet sich etwa 3 km nordöstlich von Winterberg und 1,5 km nordwestlich von dessen Stadtteil Elkeringhausen in einem morastigen Bereich auf etwa 674 m Höhe. Etwas unterhalb davon durchfließt das Quellwasser ein kleines Steinrondell (666,5 m).
Oberhalb der Quelle verläuft über den Ruhrkopf die Rhein-Weser-Wasserscheide: Während die Ruhr in den westlich gelegenen Rhein mündet, fließt das Wasser der kurzen Bäche, die auf dem Südosthang des Ruhrkopfes entspringen, durch die etwas weiter östlich am Reetsberg quellende und überwiegend ostwärts verlaufende Orke und dann durch die Eder und Fulda letztlich nordostwärts in die Weser.
Die Kilometrierung der Ruhr bezieht sich weder auf die eigentliche Ruhrquelle noch auf das vorgenannte Steinrondell, sondern auf die Quelle (⊙) eines etwa 200 m langen Ruhr-Zuflusses. Sie beginnt rund 180 m ostsüdöstlich des Rondells auf 667 m Höhe, wobei eine Flusslänge von 219,3 km angegeben ist. Der Ruhrquelle entspringt allerdings nicht der längste Quellast: Sowohl der bei Ruhrkilometer 6,7 von rechts einmündende Hillebach, der 7,7 km lang ist, als auch die nach 16,8 km des Ruhrlaufes von links einmündende Neger, die 17,7 km lang ist (mit Namenlose 20,3 km), sind wasserreicher und länger.

#### Verlauf und Orte am Fluss

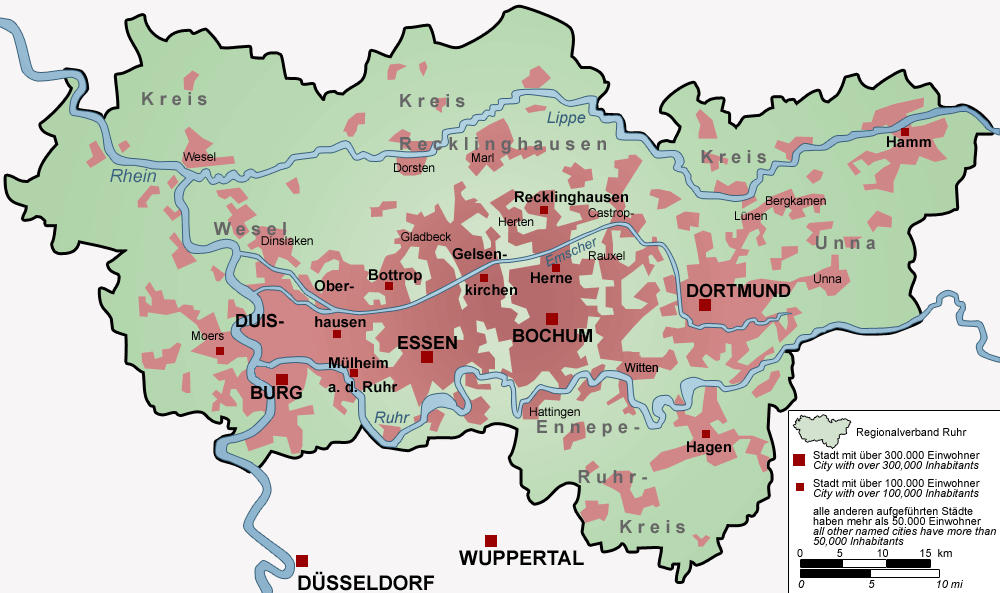
Die Verstädterung im Ruhrgebiet konzentriert sich auf die Region nördlich der Ruhr.

Die Ruhr fließt, mit Ausnahme der ersten zwanzig Kilometer, im Wesentlichen in Ost-West-Richtung; dabei wird sie beidseitig von Gebirgszügen des Rheinischen Schiefergebirges begrenzt.
Aus dem im Naturpark Rothaargebirge liegenden Quellbereich fließt die Ruhr zunächst nach Norden entlang der Bundesstraße 480 auf den Naturpark Arnsberger Wald zu, vor dem sie bei Olsberg in Richtung Westen abbiegt. Nach Olsberg schließen sich im Norden die südlichen Berge des zuletzt genannten Naturparks an, der bis in das Tal des Flusses reicht. Innerhalb der Gemeindegebiete von Bestwig und Meschede fließt das Ruhrwasser südlich des Hainbergs am dortigen Naturschutzgebiet vorbei weiter in Richtung Westen nach Arnsberg, dem Sitz der Bezirksregierung.
Weiter nordwestlich, zwischen Ense und Wickede (Ruhr), erreicht der Fluss die Südseite des Haarstrangs, knickt bei Wickede nach Westen ab und fließt von nun an zwischen dem Haarstrang und den Höhen des Sauerlandes nach Westen, vorbei an Fröndenberg/Ruhr, Menden (Sauerland), Holzwickede, Iserlohn und Schwerte. Auf der Strecke vor dem Haarstrang hat die Ruhr den größten Teil des von ihr zu überwindenden Gesamthöhenunterschiedes bereits hinter sich. Bei Fröndenberg hat der Fluss noch eine Höhe von 123 m ü. NN.

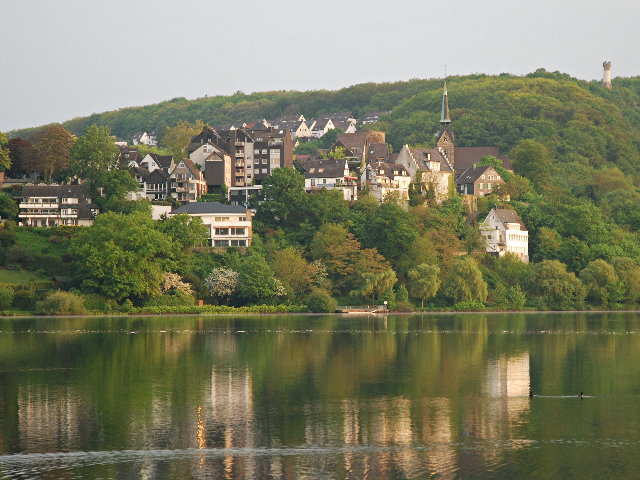
Die Altstadt der Freiheit Wetter über dem Harkortsee

Das Gebiet Dortmunds reicht im Süden am steilen Hang des Ardey bis an die Ruhr. Die südlichen Stadtteile haben sich vielfach zu bevorzugten Wohnlagen entwickelt, so auch Syburg. Dort liegt hoch über der Ruhr jenes Bauwerk, mit dem Dortmund erste geschichtliche Erwähnung fand: die Hohensyburg. Am gegenüberliegenden Ufer, auf dem Stadtgebiet Hagens münden die Lenne und die Volme in die Ruhr. Mit der aus Süden kommenden Lenne nimmt die Ruhr hier ihren größten Nebenfluss auf, durch den sich ihr mittleres Abflussvolumen von 30 auf 55 Kubikmeter pro Sekunde fast verdoppelt. Kurz darauf passiert die Ruhr mit dem Hengsteysee den ersten großen Ruhrstausee, der vom Ruhrverband gebaut wurde und betrieben wird.
Herdeckes Zentrum befindet sich über einer Flussschleife, genau zwischen dem Hengstey- und dem Harkortsee, an dessen rechtem Ufer Wetter liegt. Durch ihre direkte Lage am Fluss waren Wetter und das etwas ruhrabwärts gelegene Witten wichtige Zentren der frühen Industrialisierung des Ruhrgebietes.

Künstlich angelegte Stromschnelle an der Hattinger Ruhrschleife

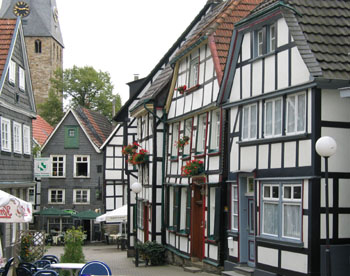
Hattingens Altstadt im Ruhrtal

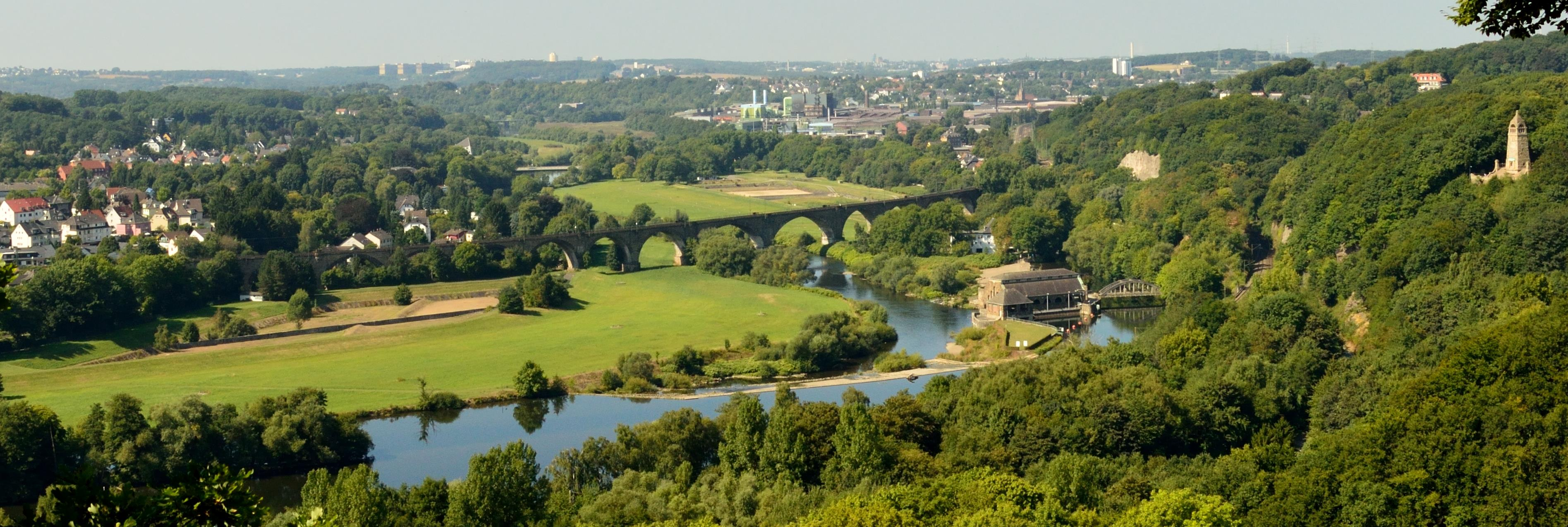
Ruhrbogen am Westhang des Ardeygebirges; Wittener Ruhr-Viadukt mit Wasserkraftwerk Hohenstein und Berger-Denkmal (rechts); links oben die Ruhr-Universität Bochum

Am Harkortsee macht die Ruhr einen markanten Bogen um einen Ausläufer des Ardeygebirges, um schließlich weiter durch das südliche Ruhrgebiet zu fließen. In Bochum stehen die Gebäude der Ruhr-Universität auf den Höhen über dem Kemnader See. Nahe bei Hattingen führt seit Jahrhunderten eine Brücke über den Fluss, die lange vom Hilinciweg genutzt wurde. Erst 2002 wurde fast an derselben Stelle eine neue Brücke in Richtung Bochum errichtet.

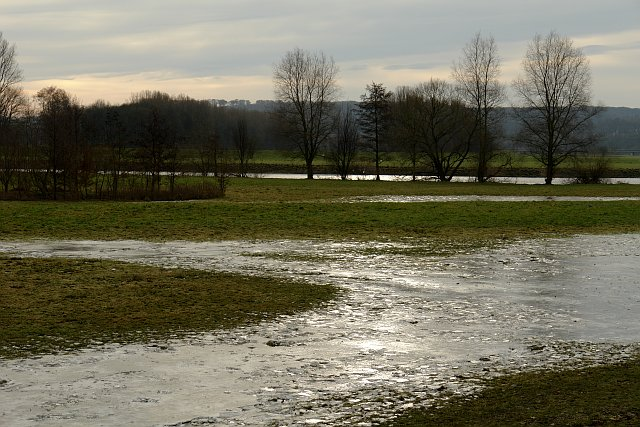
Ruhr nach Hochwasser bei Essen-Steele

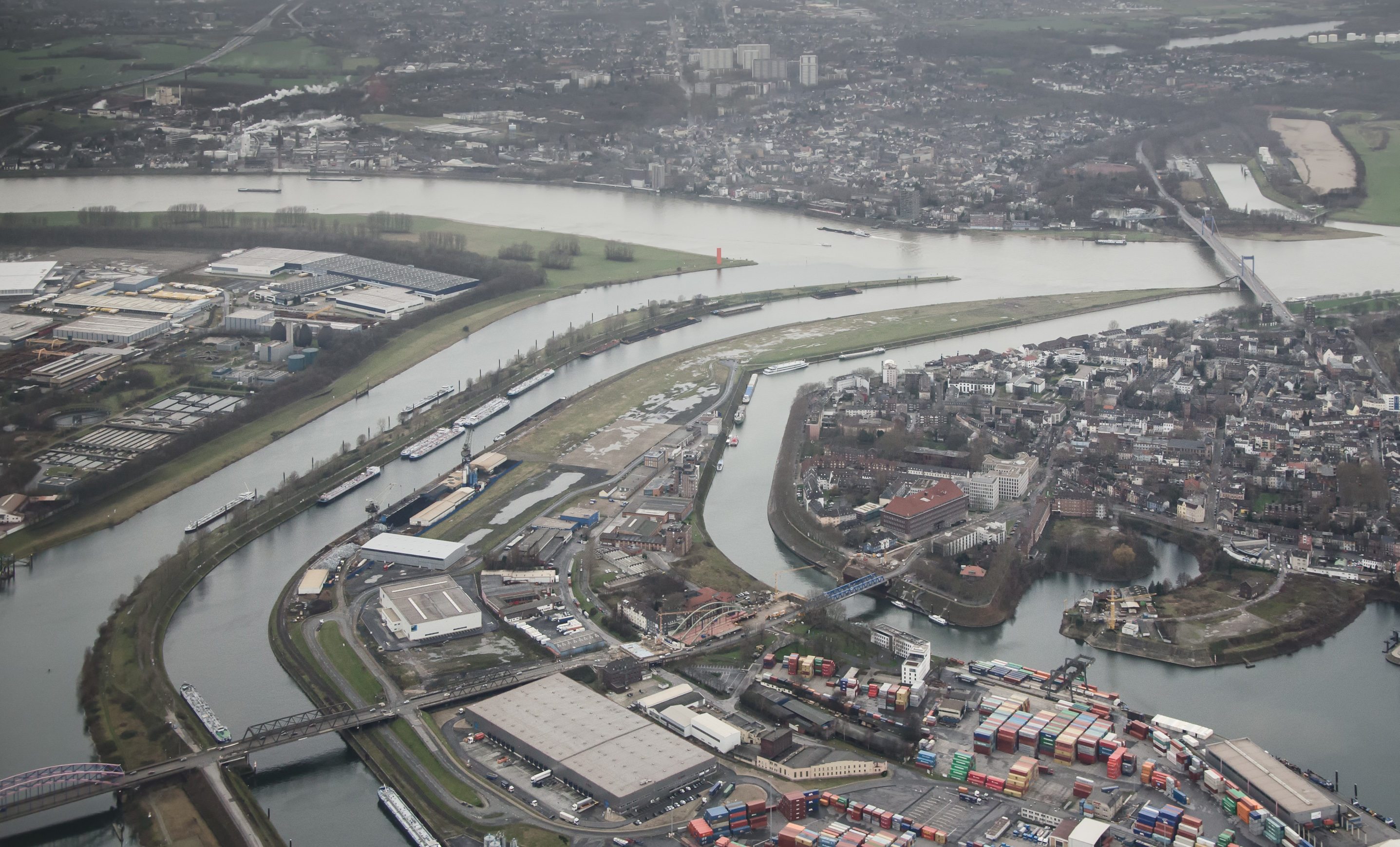
Luftaufnahme der Ruhrmündung bei Duisburg

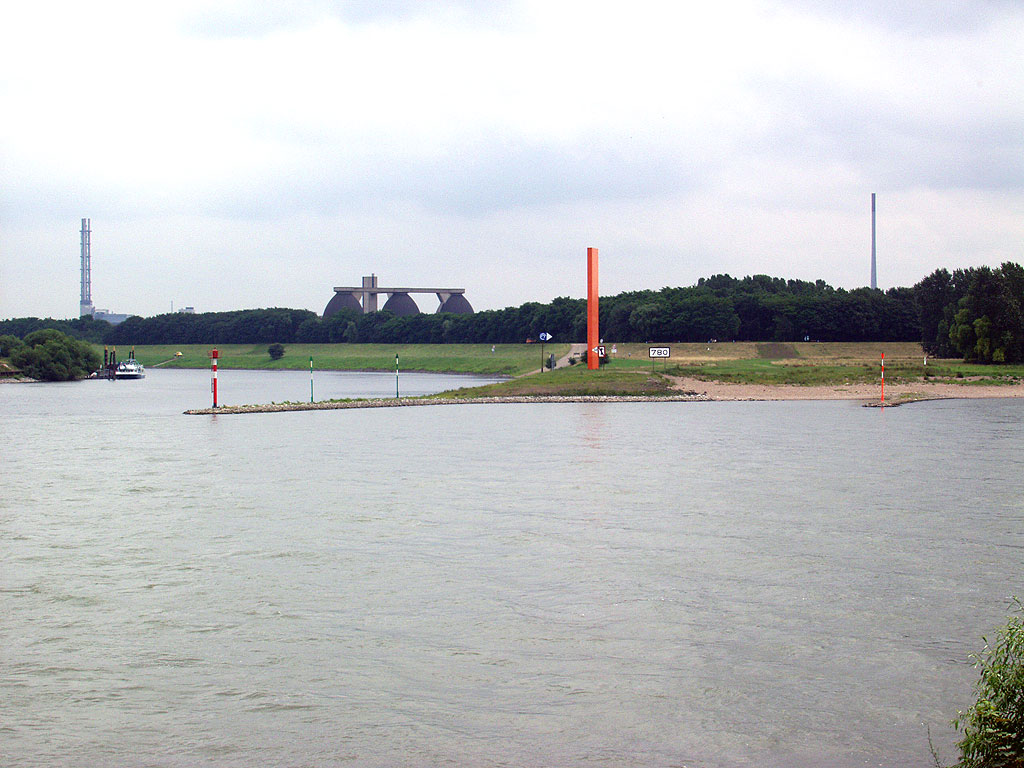
Ruhrmündung mit der Skulptur Rheinorange

Von Dahlhausen nach Essen-Steele wendet sich die Ruhr nach Westen, fließt dann wieder südwestwärts um Essen-Überruhr herum durch den Baldeneysee, tangiert Essen-Werden, das mit seinem Kloster bis 1803 eine selbständige Reichsabtei war und seit dem 1. August 1929 zur Stadt Essen gehört, und wendet sich hinter dem Kettwiger See wieder nach Nordwesten. Kettwig (seit 1975 Stadtteil von Essen) hat einen historischen Fachwerkkern. Kettwigs Ruhrbrücke wurde 1282 erstmals urkundlich erwähnt. Die südlichen Stadtteile Essens liegen auf etwa 30 Kilometer Länge an der Ruhr.

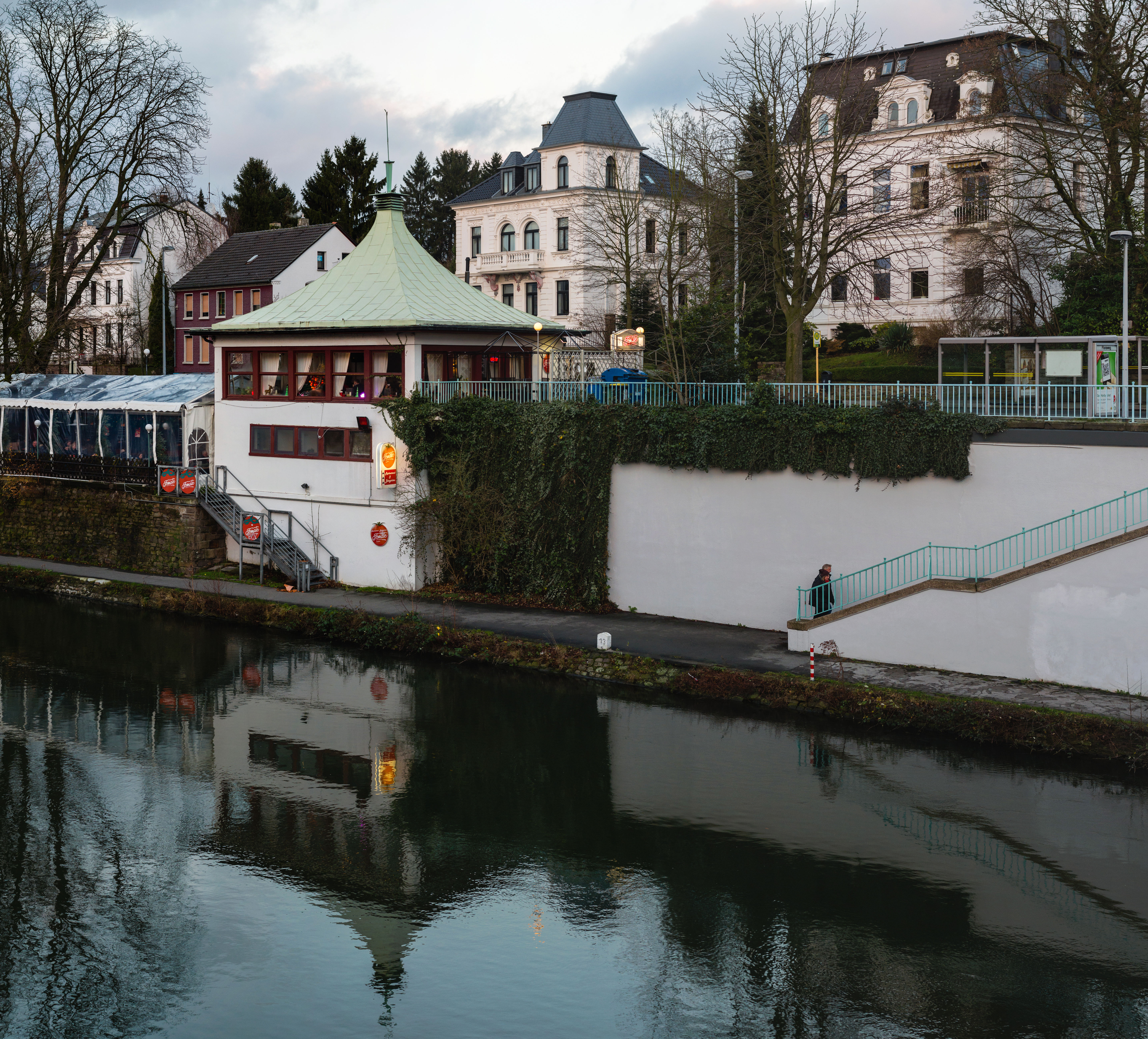
Leinpfad mit Uferbebauung in Mülheim an der Ruhr

Bei der historischen Furt des Hellwegs in Mülheim an der Ruhr, nahe Schloss Broich, erreicht der Fluss das Niederrheinische Tiefland und ändert seinen Lauf ein letztes Mal in der Hauptrichtung nach Westen. Mülheim ist die einzige Stadt im Ruhrgebiet, deren Innenstadt vom Fluss durchquert wird. Der Rumbach mündet als letzter nennenswerter Zufluss in unmittelbarer Nähe der Mülheimer Innenstadt von rechts. Oberhausen wird lediglich an der Südgrenze des Stadtteils Alstaden vom Fluss berührt, bevor die Ruhr Duisburg erreicht, wo sie nördlich des Stadtzentrums in die Duisburg-Ruhrorter Häfen übergeht.

#### Mündung
Nachdem das Ruhrwasser etwa 160 Brücken unterquert hat, mündet der Fluss auf 20,2 m ü. NN bei Duisburg-Ruhrort in den Rhein. Die Ruhrmündung liegt bei Rheinkilometer 780 und ist durch die Landmarke Rheinorange gekennzeichnet. Diese 25 m hohe Stahlbramme stammt von dem Kölner Bildhauer Lutz Fritsch und wurde 1992 in Duisburg-Neuenkamp errichtet.

### Unterteilung des Ruhrlaufs
Der Ruhrlauf wird (u. a.) in Obere Ruhr, Mittlere Ruhr und Untere Ruhr unterteilt, wobei es indes, anders als beim Rhein, divergente Untergliederungen gibt.

#### Historische Unterteilung
Johann Georg Kohl schrieb 1851: „(…) Man kann hiernach den Ruhrlauf in folgende natürliche Abschnitte theilen: 1.) Die obern Ruhrthäler bis zur Vereinigung bei Neheim und bis zur Mündung der Möhne; 2.) die mittlere Ruhr in einem breiten Thale mit mehreren kleinen Nebenflüssen bis zur Mündung der Lenne und zu der engen Thalpassage bei Herdecke; 3.) die untere Ruhr von der letzten Enge abwärts durch ein stets schmales Thal und mit ganz unbedeutenden Zuflüssen bis zur Mündung.“
Ähnlich beschrieb es auch Hermann Adalbert Daniel 1867: „Die mittlere Ruhr fließt (…) von Neheim im breiten Thale bis zur engen Passage von Herdecke“.
Die Mündung der Möhne, mit der der Abfluss sich um etwa 44 % vergrößert, leitet Kohl zufolge die mittlere Ruhr ein, die Mündung der Volme als des letzten großen Zuflusses die untere Ruhr. Die obere Ruhr wäre danach 81,9 km, die mittlere 49,8 km und die untere Ruhr 87,6 km lang.
Zu beachten ist dabei, dass die Stauseen im südlichen Ruhrgebiet im 19. Jahrhundert noch nicht existierten. Diese beginnen mit dem Hengsteysee unmittelbar unterhalb der Mündung der Lenne, welche den Abfluss der Ruhr verdoppelt, und oberhalb der Volme-Mündung.

#### Naturräumliche Einteilung
Die naturräumliche Feingliederung des ehemaligen Instituts für Landeskunde teilte die Täler der Ruhr wie folgt auf:
- „Hochruhr“[11] bzw. Verlauf im Rothaargebirge (18,8 km)
  - Nach dem Quellverlauf im Winterberger Hochland (333.5) erreicht die Ruhr oberhalb Wiemeringhausens das Hochsauerländer Schluchtgebirge (333.8), das, unter der abflussverdoppelnden Vereinigung mit der Neger, mit einem Durchbruchstal zwischen Heidkopf (O) und Wiedegge (W) ungefähr bei Ruhr-km 200,5 (Einfluss in einen kleinen Stausee) verlassen wird.
- „Oberruhr im engeren Sinne“ bzw. Verlauf innerhalb der Sauerländer Senken (30,4 km)
  - Die bislang in Süd-Nord-Richtung fließende Ruhr ändert bald ihre Richtung nach Westen. Nach dem bis unmittelbar vor Meschede endenden Oberruhrgesenke (335.0) schließt sich die Mescheder Kammer (335.5) mit der Wennemer Ruhrtalweite (335.50) von unmittelbar westlich der Mescheder Innenstadt bis unmittelbar unterhalb Freienohls an. Kurz vor Ende dieses Abschnitts vergrößert die linksseitig zufließende Wenne den Abfluss um rund 44 % (s. u.); die Talweite endet ungefähr bei Ruhr-km 170,1 (Vereinigung zweier Ruhrarme).
- Oeventroper Ruhrtal (Mittelruhrdurchbruch; 21,9 km)
  - Die Ruhr formt ein windungsreiches Durchbruchstal (334.1) durch das Nordsauerländer Oberland; die bereits kurz vorher angenommene Nordwest-Richtung führt das Tal über Oeventrop bis Arnsberg, wo es, nach einer nach Norden offenen, langgezogenen Schleife, ungefähr bei Ruhr-km 148,2 (Querung der Eisenbahn) eine deutliche Weitung erfährt.
- Neheimer Ruhrtal (17,5 km)
  - Innerhalb des nunmehr durch das Niedersauerland, aber weiterhin nach Nordwesten führenden Talabschnittes (3372.5) vergrößert bei Neheim insbesondere die von rechts kommende Möhne den Abfluss der Ruhr um rund 44 % (s. u.). Der Talabschnitt endet in etwa bei Ruhr-km 130,7 in einer Talenge unter rechtsseitigem Zufließen des Bremer Baches.
- Mittelruhrsenke (37,3 km)
  - Die Ruhr ändert ihre Fließrichtung nach Südwest; die Fröndenberg-Schwerter Ruhraue (3372.30) wird nach Norden unmittelbar vom Haarstrang begrenzt. Der Abschnitt endet nach dem Passieren von Fröndenberg und Schwerte ungefähr bei Ruhr-km 94,4 (Zusammenfluss zweier Ruhrarme), nur 1,7 km oberhalb der Lennemündung.
- Verlauf im Hagener Tälerkessel (14,6 km)
  - Im Tälerkessel (3372.1) mit dem in der Hauptsache westsüdwestlich verlaufenden Hagener Ruhrtal (3372.10) bei Hagen fließen der Ruhr in der Lenne (Verdoppelung des Abflusses) und der Volme ihre letzten großen Nebenflüsse zu. Nach Norden begrenzt im Ardeygebirge wieder ein Teil des Rheinischen Schiefergebirges das Tal der Ruhr, im Süden geht das Niedersauerland ungefähr ab unterhalb der Volmemündung in das Bergisch-Märkische Hügelland über. Die Ruhr ist in Hengstey- und Harkortsee gestaut. Der Abschnitt endet etwa bei Ruhr-km 79,8 (Talenge unterhalb Wetters, Knick von Nordnordwest nach Westnordwest), die Ruhr hat ihren Hauptverlauf bereits kurz vorher in Richtung Nordwest geändert.
- Ardeypforte (6,5 km)
  - Die Ardeypforte (3371.4) zwischen dem Ardey und dem Bergisch-Märkischen Hügelland stellt, nach dem gemeinsamen Austritt von Ruhr und Neger aus dem Rothaargebirge und dem Mittelruhrdurchbruch um Oeventrop, das dritte Durchbruchstal der Ruhr dar. Der Abschnitt endet bei Witten, ungefähr auf Ruhr-km 73,3 (Zufluss des Borbachs bzw. eines rechtsseitigen Mühlgrabens).
- Ruhrtal zwischen Witten und Mülheim[12] (59,4 km)
  - Das Ruhrtal (3371.2) bzw. seine nördlichen Randhöhen bilden wieder die Nordgrenze des Rheinischen Schiefergebirges und stoßen dort an den (naturräumlichen) Westenhellweg; der Fluss ist in Kemnader See und Baldeneysee aufgestaut. Der Abschnitt endet mit dem Austritt aus dem Rheinischen Schiefergebirge bei Mülheim an der Ruhr, ungefähr bei Ruhr-km 13,9 (Zusammenfluss zweier Ruhrarme).
- Untere Ruhraue (13,9 km)
  - Die Mündungsaue der Ruhr (575.320) ist Teil des Niederrheinischen Tieflandes und endet mit der Mündung in Duisburg-Ruhrort.

Implizit definiert diese Gliederung einen Beginn der Mittelruhr mit dem Mittelruhrdurchbruch und ein Ende derselben mit der Mittelruhrsenke. Damit ergibt sich Folgendes:
- Oberruhr bis kurz hinter die Wennemündung; 49,2 km
- Mittelruhr bis kurz vor die Lennemündung; 75,7 km
- Unterruhr 94,4 km

#### Einteilung in Planungsräume
Die Bezirksregierung Arnsberg, Geschäftsstelle Ruhr, teilt das Einzugsgebiet der Ruhr in Bearbeitungsgebiete auf:
- Obere Ruhr bis zur Mündung der Füchtenbecke bei Ruhr-km 132,0 (87,3 km)
- Mittlere Ruhr bis zur Mündung des Elsebachs auf Ruhr-km 99,3 (32,7 km)
- Untere Ruhr bis zur Mündung (99,3 km)

Zu beachten ist indes, dass es sich in erster Linie um Namen für zu bearbeitende Teileinzugsgebiete, nicht für Flussabschnitte handelt. Die drei obigen Bearbeitungsgebiete enthalten je die Ruhrabschnitte nebst den Einzugsgebieten der kleineren und mittleren Zuflüsse, während die Einzugsgebiete der größeren Nebenflüsse Möhne und Volme eigene Bearbeitungsgebiete darstellen, das der Lenne sogar deren drei (Obere Lenne, Untere Lenne und Bigge).

#### Weitere Einteilungen
Die Begriffe Ober-, Mittel- und Unterruhr werden noch in weiteren, z. T. deutlich abweichenden Zuordnungen gebraucht:
- Der Sauerländische Gebirgsverein trennt die Bezirke Mittel- und Unterruhr nach kommunalen Grenzen, die am ehesten denen der naturräumlichen Grenzen entsprechen. Allerdings ist mit Eslohe[14] auch eine Gemeinde vertreten, die im Einzugsgebiet der Mescheder Kammer liegt. Siehe dortigen Abschnitt Struktur.
- Der Autor Hans Baum betitelte 1936 seine Dissertation mit Die Landschaften an der oberen Mittelruhr zwischen Olsberg und Neheim. Für ihn begann also die Mittelruhr bereits mit dem Austreten des Flusses aus dem Rothaargebirge.[15][16]
- Innerhalb des Ruhrgebietes wird bzw. wurde der Begriff auch im Sinne von mittleres Ruhrgebiet verwendet, insbesondere in älteren Büchern.[17]

Letztlich gibt es für die Ruhr, anders als für ihren Vorfluter Rhein, keine alleinige, verbindlich anerkannte Definitionen von Ober-, Mittel- und Unterlauf.

### Nebenflüsse

#### Graphische Darstellungen
| Die Nebenflüsse der Ruhr ab 15 km                                 | Die Nebenflüsse der Ruhr ab 15 km | Die Nebenflüsse der Ruhr ab 15 km | Die Nebenflüsse der Ruhr ab 15 km | Die Nebenflüsse der Ruhr ab 15 km |
| ----------------------------------------------------------------- | --------------------------------- | --------------------------------- | --------------------------------- | --------------------------------- |
| Quelle                                                            |                                   |                                   |                                   |                                   |
| Neger                                                             | Neger                             |                                   | 17,7 km                           | 17,7 km                           |
| Elpe                                                              | Elpe                              |                                   | 18,7 km                           | 18,7 km                           |
| Valme                                                             | Valme                             |                                   | 19,7 km                           | 19,7 km                           |
| Henne                                                             | Henne                             |                                   | 22,5 km                           | 22,5 km                           |
| Wenne                                                             | Wenne                             |                                   | 31,1 km                           | 31,1 km                           |
| Röhr                                                              | Röhr                              |                                   | 28,9 km                           | 28,9 km                           |
| Möhne                                                             | Möhne                             |                                   | 65,1 km                           | 65,1 km                           |
| Hönne                                                             | Hönne                             |                                   | 33,4 km                           | 33,4 km                           |
| Baarbach                                                          | Baarbach                          |                                   | 17,6 km                           | 17,6 km                           |
| Lenne                                                             | Lenne                             |                                   | 129,1 km                          | 129,1 km                          |
| Volme                                                             | Volme                             |                                   | 50,5 km                           | 50,5 km                           |
| Sprockhöveler Bach                                                | Sprockhöveler Bach                |                                   | 17,8 km                           | 17,8 km                           |
| Deilbach                                                          | Deilbach                          |                                   | 20,8 km                           | 20,8 km                           |
| Mündung – dunkelblau: linke Zuflüsse, hellblau: rechte Zuflüsse – |                                   |                                   |                                   |                                   |

| Die Einzugsgebiete an der Ruhr ab 50 km²                          | Die Einzugsgebiete an der Ruhr ab 50 km² | Die Einzugsgebiete an der Ruhr ab 50 km² | Die Einzugsgebiete an der Ruhr ab 50 km² | Die Einzugsgebiete an der Ruhr ab 50 km² |
| ----------------------------------------------------------------- | ---------------------------------------- | ---------------------------------------- | ---------------------------------------- | ---------------------------------------- |
| Quelle                                                            |                                          |                                          |                                          |                                          |
| Neger                                                             | Neger                                    |                                          | 54 km²                                   | 54 km²                                   |
| Valme                                                             | Valme                                    |                                          | 63 km²                                   | 63 km²                                   |
| Henne                                                             | Henne                                    |                                          | 97 km²                                   | 97 km²                                   |
| Wenne                                                             | Wenne                                    |                                          | 219 km²                                  | 219 km²                                  |
| Röhr                                                              | Röhr                                     |                                          | 203 km²                                  | 203 km²                                  |
| Möhne                                                             | Möhne                                    |                                          | 469 km²                                  | 469 km²                                  |
| Hönne                                                             | Hönne                                    |                                          | 262 km²                                  | 262 km²                                  |
| Baarbach                                                          | Baarbach                                 |                                          | 53 km²                                   | 53 km²                                   |
| Lenne                                                             | Lenne                                    |                                          | 1352 km²                                 | 1352 km²                                 |
| Volme                                                             | Volme                                    |                                          | 428 km²                                  | 428 km²                                  |
| Oelbach                                                           | Oelbach                                  |                                          | 56 km²                                   | 56 km²                                   |
| Deilbach                                                          | Deilbach                                 |                                          | 110 km²                                  | 110 km²                                  |
| Mündung – dunkelblau: linke Zuflüsse, hellblau: rechte Zuflüsse – |                                          |                                          |                                          |                                          |

Nachfolgend die MQ-Bilanz (mittlerer Abfluss) der 7 wasserreichsten, allein knapp 80 % (60,5 der am Pegel Mülheim rund 77 m³/s) beisteuernden Ruhr-Zuflüsse (Datengrundlage siehe hier):
| Die wasserreichsten Zuflüsse der Ruhr                             | Die wasserreichsten Zuflüsse der Ruhr | Die wasserreichsten Zuflüsse der Ruhr | Die wasserreichsten Zuflüsse der Ruhr | Die wasserreichsten Zuflüsse der Ruhr |
| ----------------------------------------------------------------- | ------------------------------------- | ------------------------------------- | ------------------------------------- | ------------------------------------- |
| Quelle                                                            |                                       |                                       |                                       |                                       |
| Henne                                                             | Henne                                 |                                       | 2,6 m³/s                              | 2,6 m³/s                              |
| Wenne                                                             | Wenne                                 |                                       | 4,4 m³/s                              | 4,4 m³/s                              |
| Röhr                                                              | Röhr                                  |                                       | 3,5 m³/s                              | 3,5 m³/s                              |
| Möhne                                                             | Möhne                                 |                                       | 6,8 m³/s                              | 6,8 m³/s                              |
| Hönne                                                             | Hönne                                 |                                       | 3,7 m³/s                              | 3,7 m³/s                              |
| Ruhr vor Lenne                                                    | Ruhr vor Lenne                        |                                       | 29,6 m³/s                             | 29,6 m³/s                             |
| Lenne                                                             | Lenne                                 |                                       | 30,4 m³/s                             | 30,4 m³/s                             |
| Volme                                                             | Volme                                 |                                       | 9,1 m³/s                              | 9,1 m³/s                              |
| Mündung – dunkelblau: linke Zuflüsse, hellblau: rechte Zuflüsse – |                                       |                                       |                                       |                                       |

Erkennbar ist insbesondere, dass die Lenne, trotz eines nur etwa zwei Drittel so großen Einzugsgebietes (1352,2 km² vs. 2088,9 km²), in etwa die gleiche Wassermenge zur Vereinigung mit der Ruhr mitbringt wie diese selber. Innerhalb von nur 5 km Fließstrecke fließt der Ruhr in Lenne und Volme mehr als die Hälfte ihres Gesamtwassers zu.
Im Oberlauf bringen auch die Neger vergleichbar viel und der Hillebach mehr Wasser mit als die Ruhr unterhalb. Für beide existieren indes keine Pegelwerte.

#### Tabelle der wichtigsten Nebenflüsse
Nachfolgend sind alle Nebenflüsse der Ruhr mit mindestens 20 km² Einzugsgebiet, Zuflüsse aus dem Rothaargebirge ab 15 km² aufgelistet:
(Zur besseren Übersicht bzw. zur Sortierung flussabwärts sind in die DGKZ-Ziffern nach der 276 – Ruhr – Bindestriche eingefügt.)
→ zur kompletten Tabelle
| Name               | Lage     | Länge [km] | Einzugs- gebiet [km²] | Ruhr-km (vor Mündung) | Orte am Fluss (*: Quellort/quellnaher Ort) | Mündungs- ort (bei)                            | DGKZ     |
| ------------------ | -------- | ---------- | --------------------- | --------------------- | --- | ---------------------------------------------- | -------- |
| Ruhr vor Hille     | entfällt | 006,7      | 0013,7                | 212,6                 | | Winterberg-Niedersfeld                         | 276-1119 |
| Hillebach          | rechts   | 007,7      | 0017,3                | 212,6                 | Winterberg-Hildfeld | Wi-Niedersfeld                                 | 276-112  |
| Ruhr vor Neger     | entfällt | 016,8      | 0053,0                | 202,5                 | + Olsberg-Wiemeringhausen, -Assinghausen | Ol-Steinhelle                                  | 276-1139 |
| Neger              | links    | 017,7      | 0053,9                | 202,5                 | Winterberg-Siedlinghausen, Olsberg-Brunskappel | Ol-Steinhelle                                  | 276-114  |
| Gierskoppbach      | rechts   | 011,9      | 0035,2                | 199,6                 | Ol-Bruchhausen, -Elleringhausen, -Gierskopp | Olsberg                                        | 276-116  |
| Elpe               | links    | 018,7      | 0034,4                | 192,8                 | *Winterberg-Altenfeld, Olsberg-Elpe | Bestwig-Ostwig                                 | 276-118  |
| Valme              | links    | 019,7      | 0062,7                | 191,6                 | Be-Ramsbeck, -Heringhausen | Bestwig                                        | 276-12   |
| Nierbach           | links    | 010,1      | 0019,4                | 186,6                 | | Meschede-Wehrstapel                            | 276-134  |
| Henne              | links    | 022,5      | 0097,0                | 182,3                 | Me-Mielinghausen, -Enkhausen | Meschede                                       | 276-14   |
| Ruhr vor Wenne     | entfällt | 045,8      | 0494,9                | 173,5                 | + Olsberg, Bestwig, Meschede (je + OTe) | Me-Wennemen                                    | 276-159  |
| Wenne              | links    | 031,1      | 0218,6                | 173,5                 | *Schmallenberg, Eslohe-Bremke, -Wenholthausen, Meschede-Berge | Me-Wennemen                                    | 276-16   |
| Röhr               | links    | 028,9      | 0203,4                | 141,8                 | Sundern, Su-Hachen, Arnsberg-Müschede | Ar-Hüsten                                      | 276-18   |
| Ruhr vor Möhne     | entfällt | 081,9      | 1060,2                | 137,4                 | + Meschede-Freienohl, Ar-Oeventrop, -Bruchhausen, Arnsberg, -Hüsten | Arnsberg-Neheim                                | 276-199  |
| Möhne              | rechts   | 065,1      | 0468,6                | 137,4                 | *nördlich Brilons, Rüthen, Warstein-Belecke, -Sichtigvor, -Allagen, -Niederbergheim, Möhnesee-Völlinghausen, -Körbecke, -Günne, Ense-Niederense                                                                                         | Arnsberg-Neheim                                | 276-2    |
| Hönne              | links    | 033,4      | 0262,2                | 116,6                 | *Neuenrade, Balve (inc. OTe) | Fröndenberg                                    | 276-4    |
| Abbabach           | links    | 017,1      | 0022,0                | 109,8                 | *Hemer-Landhausen, Iserlohn-Sümmern | Fröndenberg/Ruhr-Dellwig/Iserlohn-Drüpplingsen | 276-52   |
| Baarbach           | links    | 017,6      | 0053,3                | 106,9                 | *Iserlohn, -Hennen |                                                | 276-54   |
| Ruhr vor Lenne     | entfällt | 126,6      | 2088,9                | 092,7                 | + Wickede, Fröndenberg, Schwerte | Hagen-Boele                                    | 276-599  |
| Lenne              | links    | 129,1      | 1352,2                | 092,7                 | *Winterberg-Lenneplätze, Schmallenberg (+ OTe), Lennestadt (div. OTe), Finnentrop (+ OTe), Plettenberg (div. OTe), Werdohl (+ OTe), Altena (+ OTe), Nachrodt-Wiblingwerde (Nachrodt + OTe), Iserlohn-Letmathe, Hagen (nordöstliche OTe) | Hagen-Boele                                    | 276-6    |
| Volme              | links    | 050,5      | 0427,8                | 087,6                 | *Meinerzhagen, Kierspe (+ div. OTe), Halver-Oberbrügge, Lüdenscheid-Brügge, Schalksmühle (div. OTe), HA-Dahl, HA-Eilpe, Hagen | HA-Boele                                       | 276-8    |
| Oelbach            | rechts   | 013,4      | 0055,8                | 067,4                 | *Dortmund-Bövinghausen, Bochum-Querenburg | Stadtgrenze Witten/Bochum                      | 276-92   |
| Pleßbach           | links    | 012,0      | 0024,1                | 063,3                 | *Sprockhövel-Haßlinghausen, | Witten-Buchholz-Kämpen                         | 276-932  |
| Sprockhöveler Bach | links    | 017,8      | 0033,7                | 058,9                 | Sprockhövel | Hattingen                                      | 276-94   |
| Deilbach           | links    | 020,8      | 0109,5                | 037,4                 | *Wuppertal-Einern, Velbert-Langenberg, -Bonsfeld | Essen-Kupferdreh                               | 276-96   |
| Rinderbach         | links    | 011,7      | 0020,3                | 023,2                 | *Velbert, Heiligenhaus | Essen-Kettwig                                  | 276-98   |

## Geologische Entwicklung

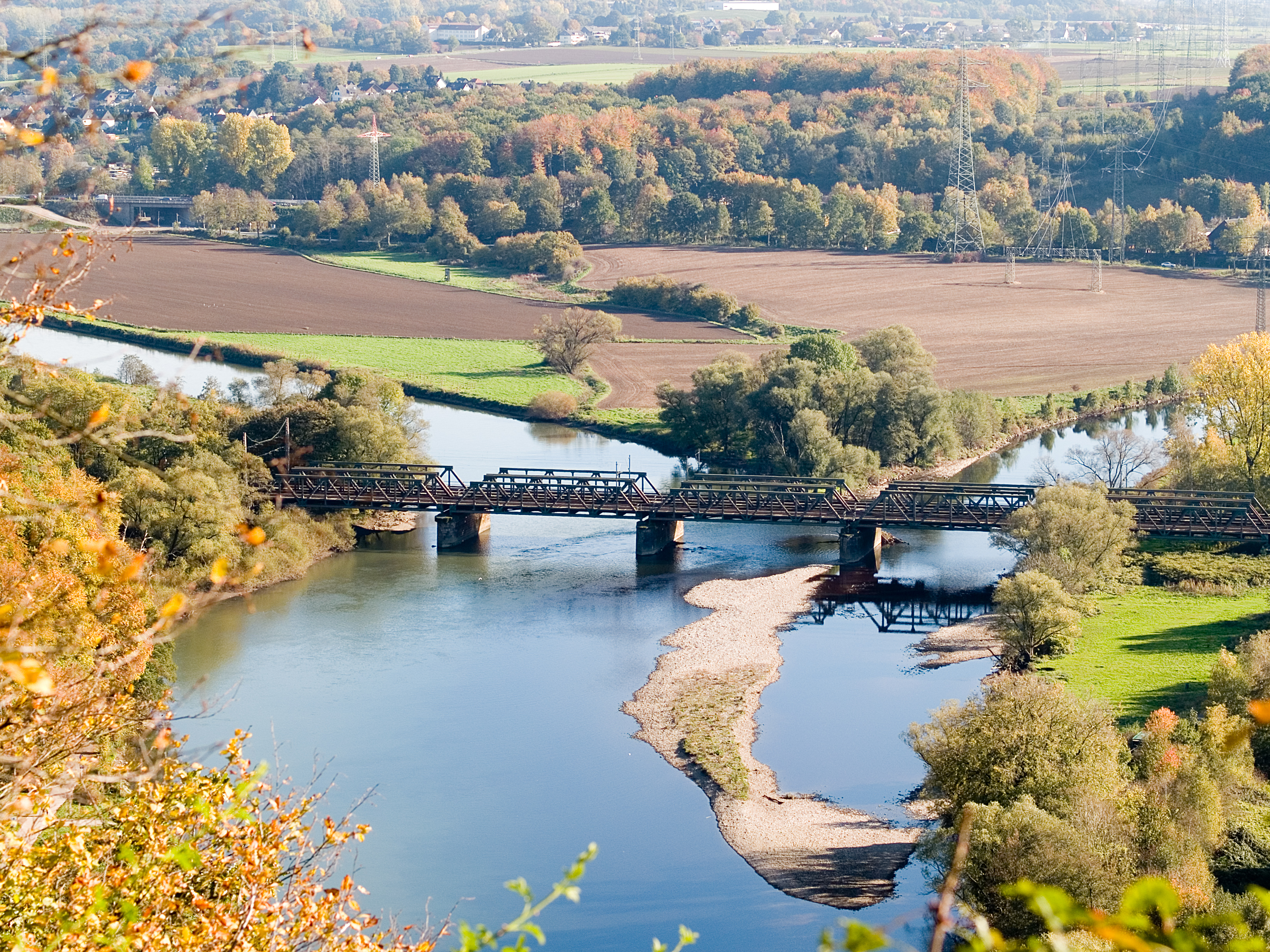
Die Mündung der Lenne (rechts im Bild) in die Ruhr unterhalb der Hohensyburg

An der Wasserscheide des Rothaargebirges, wo die Ruhr ihren Ursprung hat, entspringen etliche Nebengewässer der oberen und mittleren Ruhr. Die Quelle der Namenlose beispielsweise liegt in nur rund 1,5 km Entfernung von der Ruhrquelle entfernt, um sich dann über die Neger unterhalb von Siedlinghausen am Rande des Rothaargebirges mit der Ruhr zu vereinen. Von der Ruhrquelle bis zum Ursprung ihres größten Nebenflusses, der Lenne, beträgt die Distanz nur 8 km. Der hohe Kamm des Rothaargebirges ist in der Erdgeschichte weiter aufgefaltet worden und bis heute erosionsbeständiger als die übrigen Bereiche des umgebenden Mittelgebirges, durch das die Ruhr und ihre Nebenflüsse das Wasser nach Süden ableiten.
Bereits nach Verlassen des Rothaargebirges bei Olsberg hat die Ruhr etwa die Hälfte des bis zum Rhein bestehenden Höhenunterschiedes überwunden. Dabei wird das Ruhrtal von bis zu 400 m höheren Kuppen des Mittelgebirges überragt. Die runden Wölbungen der Berge des Sauerlandes sind die nach langer Erosion entstandenen Überbleibsel eines Gebirges, das im Paläozoikum und Mesozoikum entstanden ist. Die Täler wurden hier seit dem Tertiär und Quartär ausgewaschen.

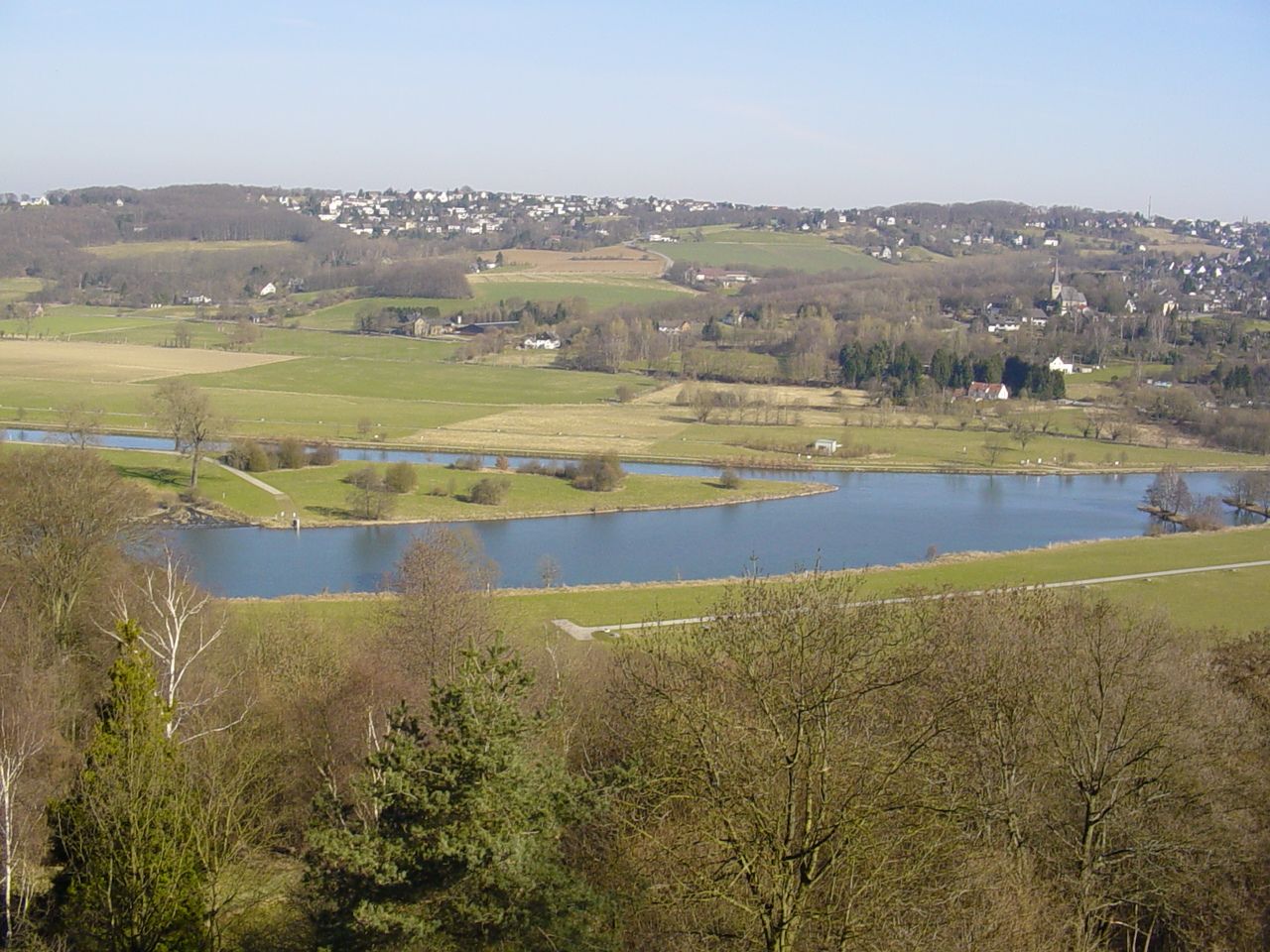
Ruhrtal bei Stiepel

In ihrem Mittellauf im Niedersauerland durchfließt die Ruhr ein 100 bis 200 m in das Bergland eingeschnittenes Sohltal. Das mittlere Ruhrtal zeigt dabei eine mehrstufige Terrassenlandschaft, die im Verlauf der wechselnden Vereisungen während des Pleistozän ausgebildet worden ist. Während der Drenthestadien der Saaleeiszeit reichte die Vergletscherung Norddeutschlands bis an die Ruhr vor dem Nordrand des Mittelgebirges heran. Die Oberflächengestalt des mittleren und unteren Ruhrtals wurde damals vom abfließenden Schmelzwasser und von der schiebenden Kraft des Eises geformt. Die Schmelzwasser des Gletschers strömten durch das Ruhrtal nach Westen. Zeitweilig war der Abfluss durch eine Barriere aus Eismassen und Geröll beim heutigen Essen behindert, so dass ein gewaltiger eiszeitlicher See aufgestaut wurde, der das Tal noch beim heutigen Schwerte füllte. Der Ost-West-Verlauf des Ruhrtals sammelt in der Gegenwart überwiegend das vom südlich gelegenen Mittelgebirge herangeführte Wasser.
Die letzten Kilometer der Ruhr und ihre Mündung liegen im Niederrheinischen Tiefland. In der Ebene hat sich der Lauf des Flusses, wie auch der des Rheins, mit der Zeit immer wieder verlagert. Zuletzt jedoch hat der Mensch die Mündung verändert und ihre vorläufig endgültige Position bestimmt.

## Natur und Umwelt

### Ökologie

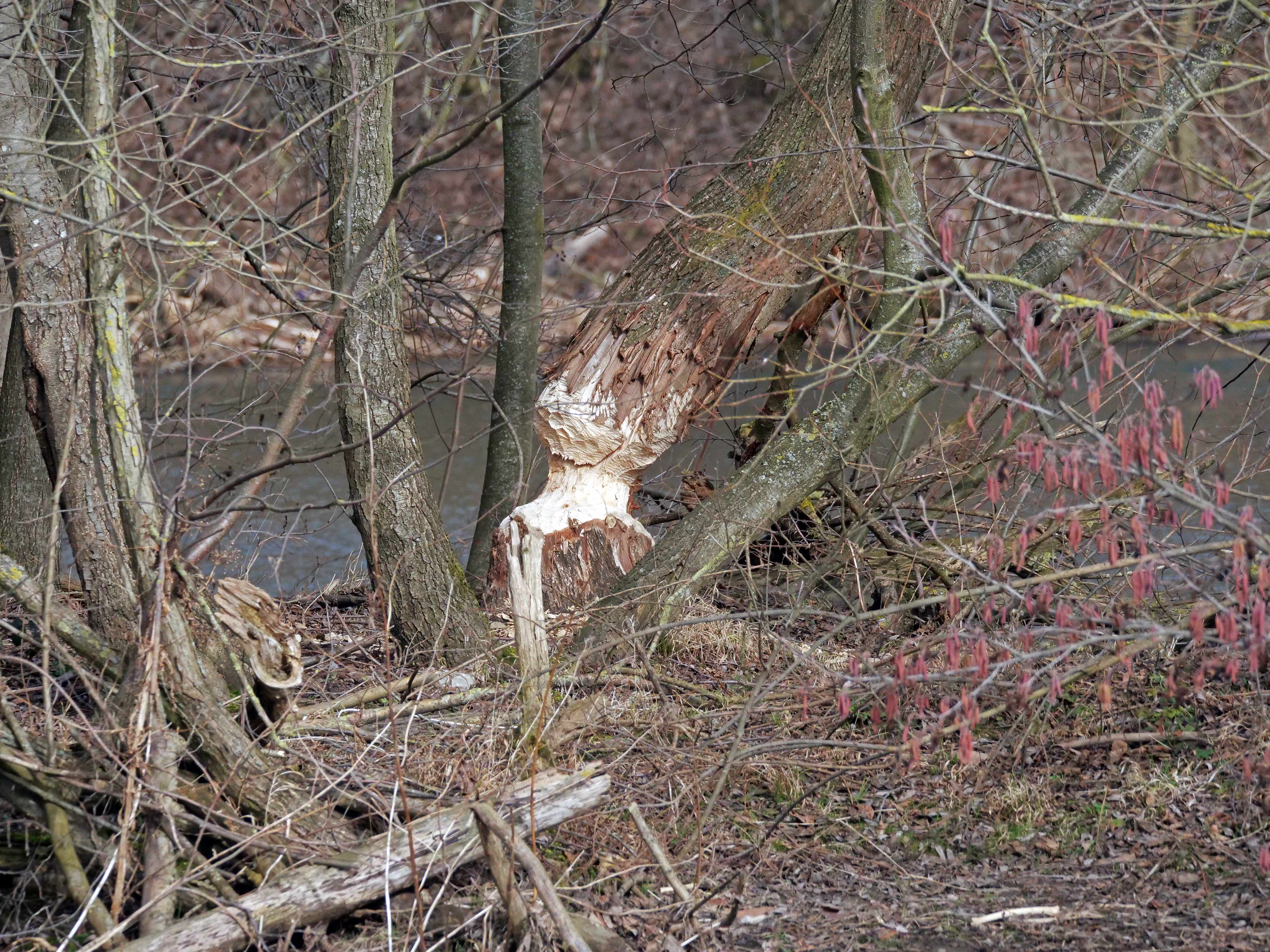
Biberspuren an der Ruhr

Infolge der Industrialisierung im 19. Jahrhundert wurde die Ruhr durch die Einleitung von Abwässern aus Industrie, Bergbau, Landwirtschaft und Haushalten stark belastet. Kurz vor dem Ersten Weltkrieg charakterisierte der Münsteraner Zoologe August Thienemann den Fluss bei extremem Niedrigwasser des Sommers 1911 so:

„… eine braunschwarze Brühe, die stark nach Blausäure riecht, keine Spur Sauerstoff enthält und absolut tot ist“

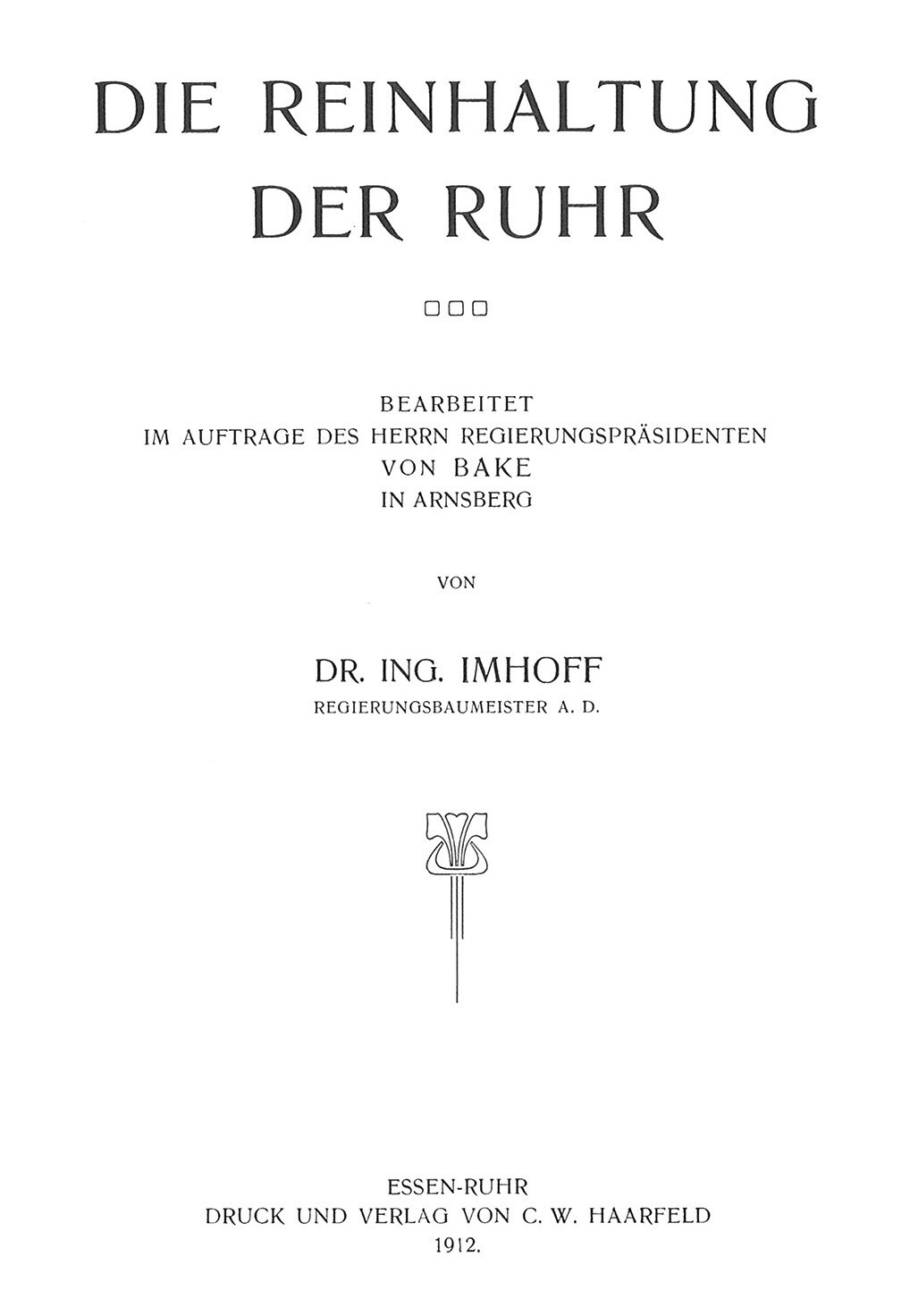
Gutachten Die Reinhaltung der Ruhr

Bereits im Vorjahr erstellte Karl Imhoff bei der Emschergenossenschaft ein Gutachten mit dem Titel Die Reinhaltung der Ruhr. Diese Arbeit des Pioniers der Abwasserreinigung war die Grundlage für das 1913 erlassene Ruhrreinhaltungsgesetz. Eine weitere Folge war der Aufbau des Ruhrverbandes, dessen Geschäfte Imhoff von 1922 bis zu seiner Absetzung durch das NS-Regime 1934 führte. Aufgabe des Ruhrverbandes ist bis heute die Gewässergütewirtschaft, unter anderem mit dem Ziel, die Trinkwassergewinnung im Bereich der Ruhr sicherzustellen. Durch diese Maßnahmen wurde die Ruhr, lange vor anderen Flüssen in Ballungsräumen, in einen verhältnismäßig guten biologischen Zustand versetzt.
Durch Bevölkerungsanstieg und wachsende Industrieproduktion nahm die Verschmutzung der Ruhr im Verlauf des Wirtschaftswunders der 1950er Jahre wieder zu.
Seit 2003 wurden an der Ruhr zahlreiche Maßnahmen zur Renaturierung des Flusslaufs umgesetzt, so bei Arnsberg und zwischen Wetter und Witten.

### Gewässergüte
Die Wasserqualität des Flusses liegt dank eines dichten Netzes von Kläranlagen, die durch den Ruhrverband gebaut und betrieben werden, heute wieder überwiegend in der Gewässergüteklasse II. Im Bereich der Quelle wird sogar die höchste Güteklasse I erreicht. Nur in wenigen Flussabschnitten wird die Güteklasse II–III bestimmt. Im Sommer 2006 wurden im Wasser der Ruhr erhöhte Konzentrationen perfluorierter Tenside (PFT) nachgewiesen. Sie stammten aus kontaminierten Düngemitteln, die auf Äckern im Einzugsgebiet des Flusses ausgebracht wurden. Die Hauptbelastung wurde über die Möhne eingetragen. Als Folge musste das Wasser für die Trinkwassergewinnung zusätzlich mit Aktivkohle gefiltert werden. Im Jahr 2010 betrug die PFT-Belastung nur noch ein Drittel der Werte von 2006. Alle gemessenen Konzentrationen liegen unterhalb jeglicher gesundheitlich bedenklicher Konzentrationen.
Im April 2008 wurde erneut die Entdeckung einer schädlichen Chemikalie im Ruhrwasser bekannt. Die Chemikalie 2,4,8,10-Tetraoxaspiro[5.5]undecan (TOSU) wurde schon seit 1996 in der Ruhr nachgewiesen. Der Emittent ist ein Arnsberger Betrieb, der vom Hochsauerlandkreis die Genehmigung zur Einleitung in die Kanalisation erhalten hatte. Die Bezirksregierung Arnsberg hat eine Verringerung der Einleitung bis zur Einhaltung des Grenzwertes angeordnet.
Im Dezember 2016 wurden vom VSR-Gewässerschutz e. V. erhöhte Nitratwerte in der Ruhr festgestellt. Die Messpunkte des Vereins wiesen zwischen 9,8 mg/l und 15,4 mg/l Nitrat auf. Nach den Vorgaben der Länderarbeitsgemeinschaft Wasser (LAWA) dürfte die Ruhr für einen „guten Zustand“ nur 11 mg/l Nitrat aufweisen. Dieser Wert wurde an den meisten Messstellen überschritten.

### Fauna

#### Fischfauna
In der unteren und mittleren Ruhr leben derzeit 28 verschiedene Arten von Fischen und Rundmäulern sowie eine höhere Krebsart, der Amerikanische Flusskrebs (Orconectes limosus). Im Oberlauf der Ruhr sind beispielsweise Bachforelle und Koppe zu finden, dann, mit dem Flusslauf, Äsche und Gründling, in der Barbenregion Barbe und Rotfeder und Hecht, im Unterlauf schließlich als Beispiele Brasse, Döbel, Schleie und Karpfen. Im Januar 2000 wurden im Fischaufstieg Mülheim-Kahlenberg Flussneunaugen (Lampetra fluviatilis) entdeckt, eine Art, die bis dahin in der Ruhr als ausgestorben galt. Bei Wetter wurde vor einigen Jahren die Quappe (Lota lota) wieder eingebürgert. Die im Fluss natürlicherweise zu erwartenden Langstreckenwanderer wie Lachs, Maifisch, Stör und Meerneunauge sind in der Ruhr ausgestorben, was auf die Unterbrechung der Wanderungswege durch Wehre zu erklären ist. Dies soll im Rahmen des Ruhrauenkonzeptes in den nächsten Jahren geändert werden. Durch den Bau von Fischtreppen an den anthropogenen Barrieren will man die ökologische Durchgängigkeit erreichen. Eine natürliche Reproduktion des Lachses konnte im Jahr 2008 erstmals wieder am Wehr Raffelberg bei Mülheim nachgewiesen werden. Dass sich die Lachse seitdem dort fortpflanzen, ist insbesondere der verbesserten Wasserqualität gedankt.

#### Avifauna

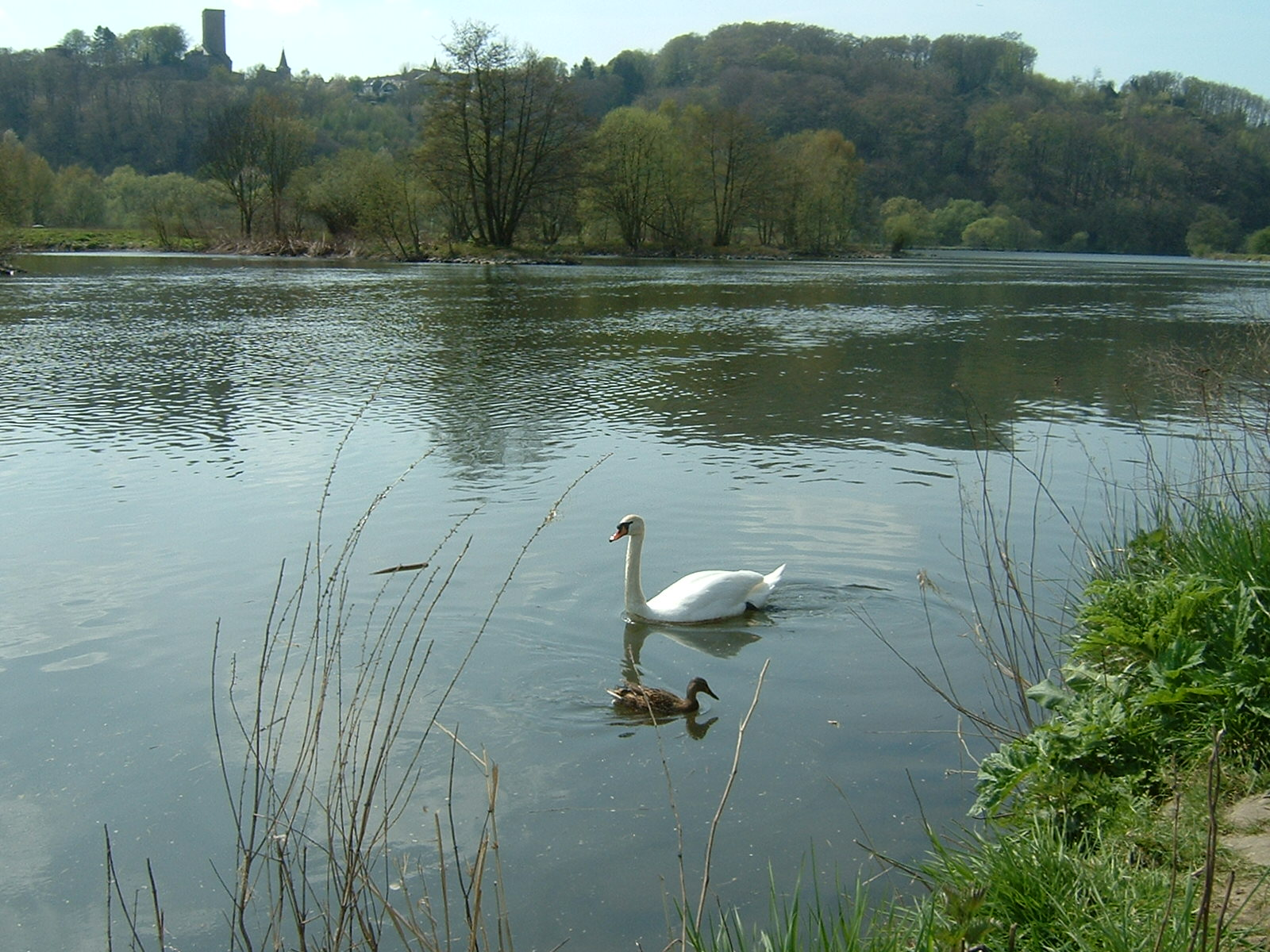
Höckerschwan und Stockente auf der Ruhr bei Blankenstein

Zahlreiche Naturschutz- und FFH-Gebiete im Ruhrtal bieten Tieren und Pflanzen eine gute Lebensgrundlage. An der Ruhr und ihren Stauseen brüten unter anderem Gebirgsstelze, Eisvogel, Graureiher, Wasseramsel, Stockente, Graugans, Nilgans, Kanadagans, Höckerschwan, Uferschwalbe, Kormoran, Haubentaucher, Zwergtaucher, Teichralle und Blässhuhn. Der Schwarzstorch findet sich als Nahrungsgast am Oberlauf der Ruhr ein. Verschiedene Entenarten, Lachmöwen und weitere Vogelarten sind vor allem im Winter als Rastvögel anzutreffen. Der Gänsesäger war bis 2015 nur zum Überwintern an der Ruhr, 2015 wurden in Arnsberg die ersten beiden Bruten festgestellt und seitdem ist er Brutvogel.

## Geschichte und Wirtschaft
Von der Ruhr bekam das Ruhrgebiet seinen Namen. Die Industrialisierung der Region nahm hier ihren Anfang, da die Ruhr zu einem schiffbaren Verkehrsweg für die Ruhrschifffahrt im 18. Jahrhundert ausgebaut wurde. Die Kohleflöze traten überall in der Nähe des Flusses an die Oberfläche und fallen nach Norden hin immer tiefer ab. So wurden die ersten Zechen in der Nähe der Ruhr angelegt und wanderten später weiter nach Norden, um in größeren Tiefen die Kohle abzubauen. So entwickelte sich das Ruhrgebiet immer weiter nördlich der Ruhr in Richtung Emscher.

### Etymologie
Schon im 8. Jahrhundert wird der Fluss unter anderem als „flumen rura“ urkundlich erwähnt. Die Deutung des Namens ist unsicher. Möglicherweise leitet er sich vom indogermanischen Verbaladjektiv *ruro „reißend“ ab.

### Historische Befestigungslinie

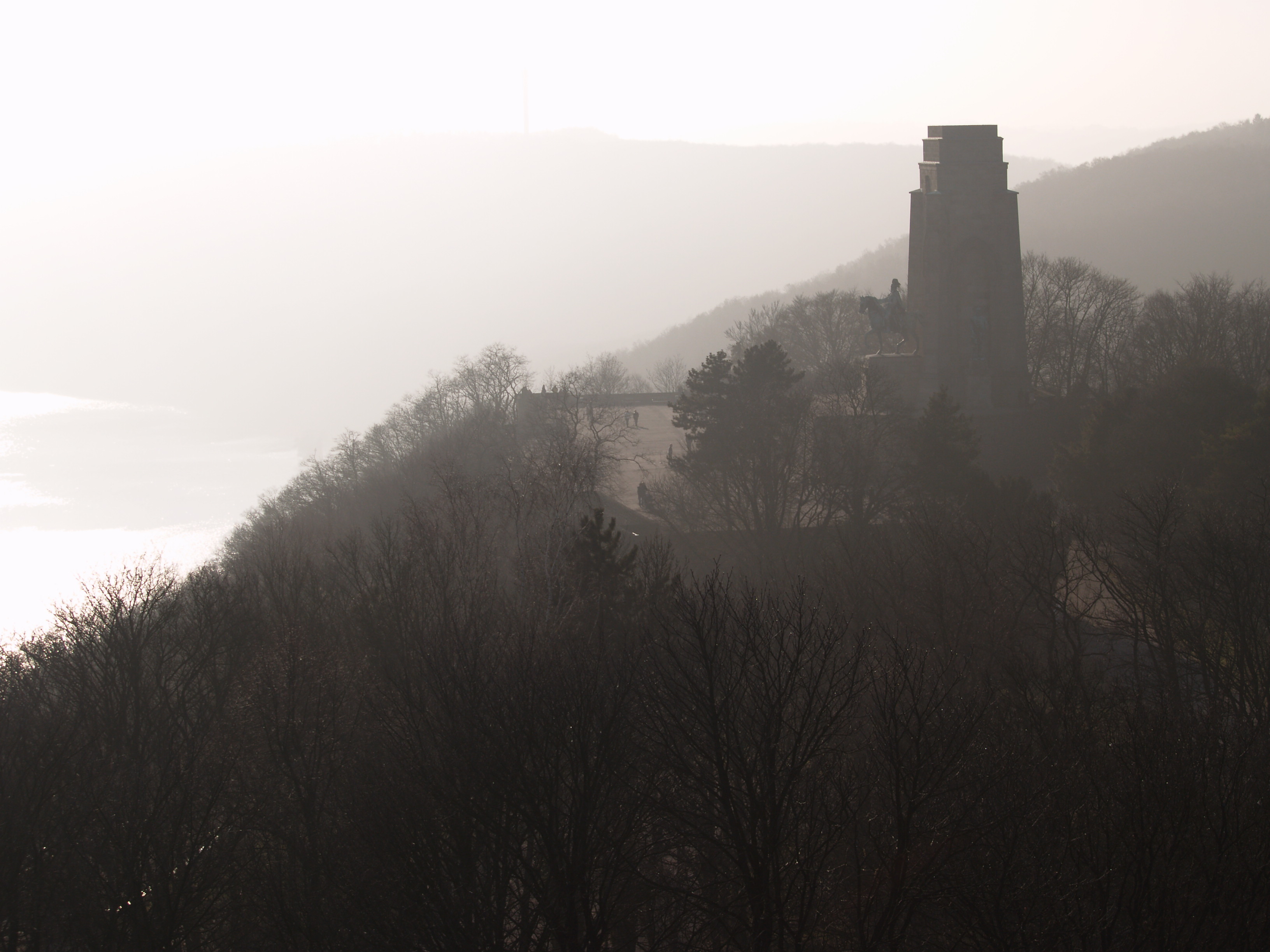
Das Kaiser-Wilhelm-Denkmal auf der Hohensyburg hoch über der Ruhr

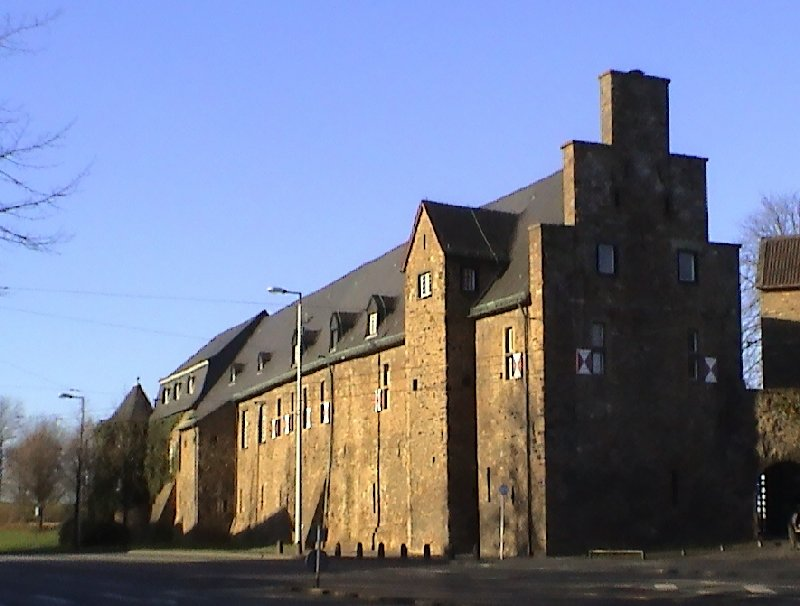
Schloss Broich in Mülheim

Der Lauf der Ruhr und ihr Tal mit teils steilen Hängen stellen ein natürliches Hindernis dar. Aufgrund dieser landschaftlich günstigen Situation, und um die Flussübergänge der Handelsstraßen zwischen dem Bergischen Land im Süden und der Hellwegzone im Norden zu sichern, entstanden an den Hängen des Ruhrtals zahlreiche Burgen und Adelssitze. Die früheste, noch erhaltene Befestigungsanlage ist Schloss Broich, das Ende des 9. Jahrhunderts als Sperrfort gegen die Wikinger erbaut wurde. Broich gehört zu den bedeutendsten mittelalterlichen Wehrbauten der späten Karolingerzeit im Ruhrgebiet. Andere Burgen gehörten im 13. Jahrhundert zum Erzbistum Köln, zur Grafschaft Mark, zum Herzogtum Berg oder zur Grafschaft Limburg.
Heute noch genutzt oder als Ruinen erhalten sind zum Beispiel in Arnsberg das gleichnamige Schloss Arnsberg, in Dortmund die Hohensyburg, in Hagen das Wasserschloss Werdringen, in Wetter die Burg Wetter und die Burg Volmarstein, in Witten das Schloss Steinhausen, die Burg Hardenstein, das Haus Witten und das Haus Herbede, in Hattingen das Haus Kemnade, die Burg Blankenstein und die Isenburg, in Essen die Burg Altendorf und die Neue Isenburg sowie in Mülheim das Schloss Styrum.

### Industriegeschichte

Die Fabrik von Friedrich Harkort in den Ruinen der Burg Wetter war um 1834 eine frühe industrielle Produktionsstätte

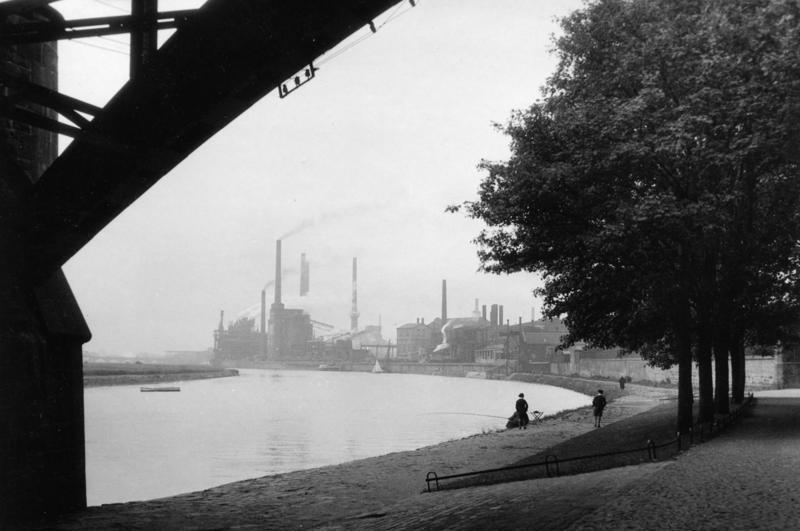
Die Ruhr bei Mülheim im Jahr 1930 – im Hintergrund die Friedrich Wilhelms-Hütte

Bereits vor der industriellen Revolution wurden im Ruhrtal vor allem Mühlen, aber auch die verschiedensten Handwerke und Fertigungen unterhalten, zu deren Betrieb Wasser oder Wasserkraft notwendig waren. In Witten wurden die Ruhrmühlen bereits 1321 erwähnt. In Mülheim entwickelte sich um das Jahr 1650 die Lederherstellung, die auf ihrem Höhepunkt im Jahr 1920 über 50 Betriebe umfasste. Auch in den ehemals selbständigen Ortschaften Kettwig und Werden lebte man von jeher an und mit dem Fluss. Der Deilbachhammer in Kupferdreh ist ein erhaltenes Zeugnis vorindustrieller Eisenverarbeitung an einem Nebengewässer der Ruhr. Jahrzehntelang hat die Henrichshütte im Ruhrtal Hattingens Wirtschaft dominiert. Jetzt sind die alten Hochöfen Teil des Westfälischen Industriemuseums. Die Route der Industriekultur widmet sich dem Thema der Industriegeschichte der Ruhr.
Die Übertragung des Flussnamens der Ruhr auf die Bezeichnung der Städtelandschaft des Ruhrgebiets, die heute überwiegend nördlich des Flusses liegt, war an die historische Entwicklung der Industrialisierungsphase gekoppelt, insbesondere an die Nordwanderung des Bergbaus. Kohleabbau war zunächst vor allem im Ruhrtal leicht möglich, denn hier treten die Kohleflöze zu Tage. Auch konnte im Stollenbergbau ohne aufwändige Steilschächte der Abbau unter Tage vorangetrieben werden. Mülheim, Witten oder Wetter an der Ruhr waren Zentren dieser frühen Industrialisierung an der Ruhr. Entsprechend verstand man unter dem Ruhrgebiet im 19. Jahrhundert zunächst das industrialisierte Gebiet an der mittleren und unteren Ruhr.
In der zweiten Hälfte des 19. Jahrhunderts erreichte der Bergbau die Emscherregion. Die Technik war so weit fortgeschritten, dass die dort tiefer liegenden kohleführenden Schichten unter mächtigen Deckgebirgen erreicht werden konnten. Bereits im frühen 20. Jahrhundert wurde der Begriff Ruhrgebiet gelegentlich für die gesamte Industrieregion nördlich der Ruhr benutzt, die sich dabei noch in einer Phase schnellen Wachstums befand. Seit etwa 1930 wird das Ruhrgebiet als der durch Montanindustrien entstandene und geprägte Ballungsraum wahrgenommen, wie wir ihn heute kennen.
Gegenwärtig wird damit, wie selbstverständlich, die gesamte Region des vom Bergbau geprägten Gebietes zwischen Ruhr und Lippe als Ruhrgebiet definiert. Der Name ist dabei eng mit den Grenzen des Regionalverbandes Ruhr verknüpft, dessen Vorläuferorganisationen Siedlungsverband Ruhrkohlenbezirk seit 1920 und ab 1979 Kommunalverband Ruhrgebiet jeder auf seine Art den Namen des Flusses in der Bezeichnung führten, zunächst als Gebiet des Kohlebergbaus an der Ruhr, dann als städtisch geprägtes Gebiet an der Ruhr. Heute tritt der Flussname als eigenständiges Synonym für den Verbund der Städte und Kreise der Region hervor.
Im Zweiten Weltkrieg griffen während der Operation Chastise im Mai 1943 fünf britische Militärflugzeuge den Möhnesee an mit dem Ziel, dessen Staumauer zu zerstören und eine Flutwelle zu erzeugen. Dies gelang mit Hilfe spezieller Rollbomben; die Flutwelle richtete auf ihrem Weg durch das Möhne- und Ruhrtal bis in das rund 100 km entfernte Essen verheerende Schäden an und tötete über tausend Menschen (je nach Quelle 1300 bis 2400).
In dem Bereich der Hattinger Henrichshütte wurde im Jahr 1959 die Ruhr um ca. 500 Meter nach Nordwesten verlegt. Für den Platzbedarf zum Bau einer Sinter- und Erzanlage für die Henrichshütte wurden dadurch 500.000 m² Gelände gewonnen. Die Arbeiten wurden ab dem Sommer innerhalb von vier Monaten ausgeführt. Dadurch wurde die Ruhr auf einer Länge von 1.600 Metern begradigt und ihr Lauf um 630 Meter verkürzt. Das Durchbaggern eines Dammes am 15. Oktober 1959 führte die Arbeiten zum Ende.

### Transportweg Ruhrtal

#### Die Ruhr als Wasserstraße

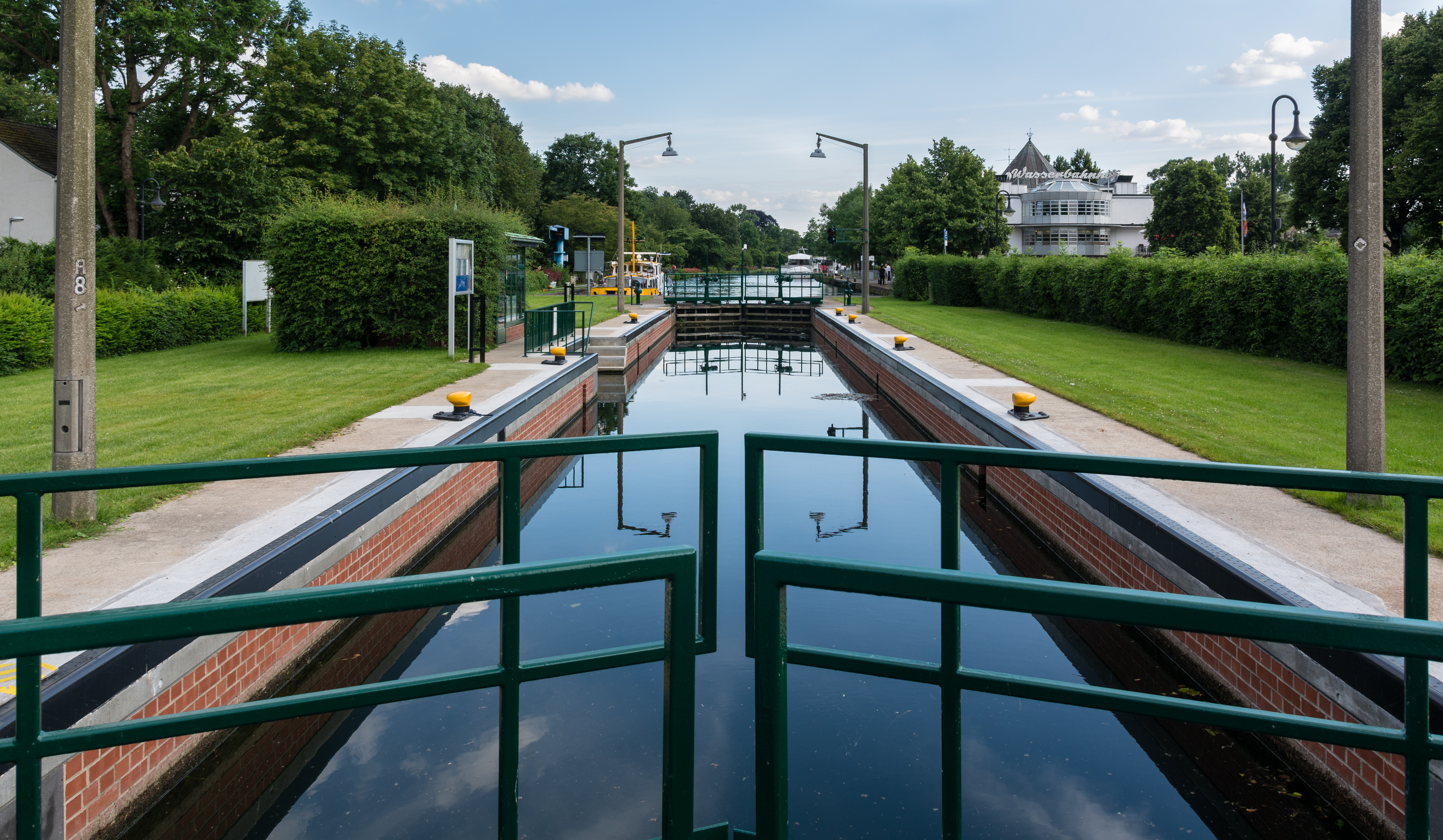
Die Ruhrschleuse Mülheim

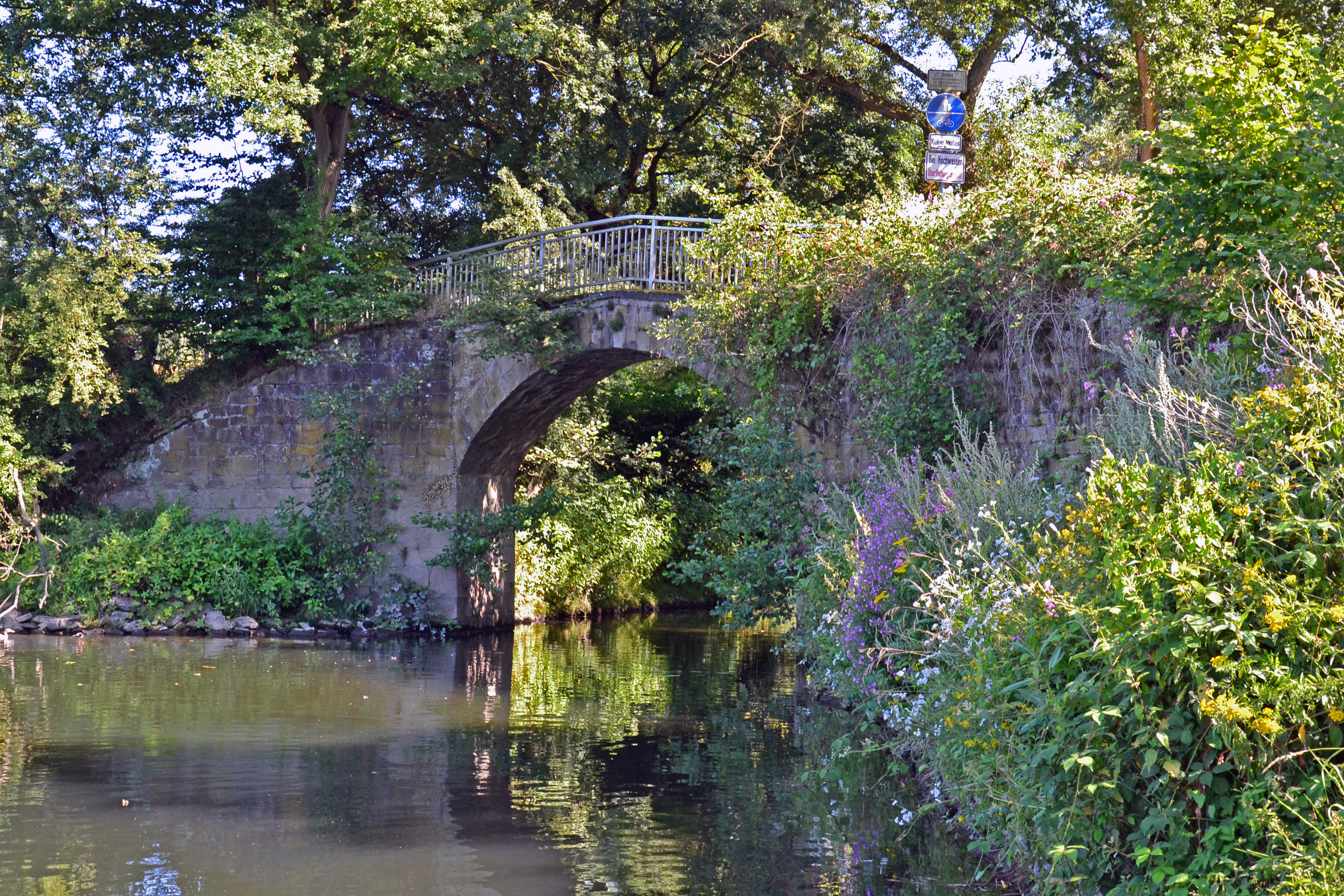
Einfahrt in den ehemaligen Holteyer Hafen bei Essen-Überruhr

Bereits um 1033 verlieh König Konrad II. der Benediktinerabtei Werden das Regal der Schifffahrt auf der Ruhr von der Mündung bis Werden. Auch eine alte Ruhrmündung, die nahe der Duisburger Altstadt, vor dem Stapeltor, auf einen Altrheinarm traf, wurde im Mittelalter wahrscheinlich als Hafen genutzt. Bedeutung für den Transport erlangte die Ruhr im 18. Jahrhundert für die Kohle. 1770 veranlasste die preußische Regierung unter König Friedrich II. daher eine Studie über einen möglichen Ruhrausbau, der zwischen 1774 und 1780 umgesetzt wurde. 16 Schleusen, Buhnen und der heute vielfach als Rad- und Fußweg genutzte Leinpfad stammen aus dieser Zeit.

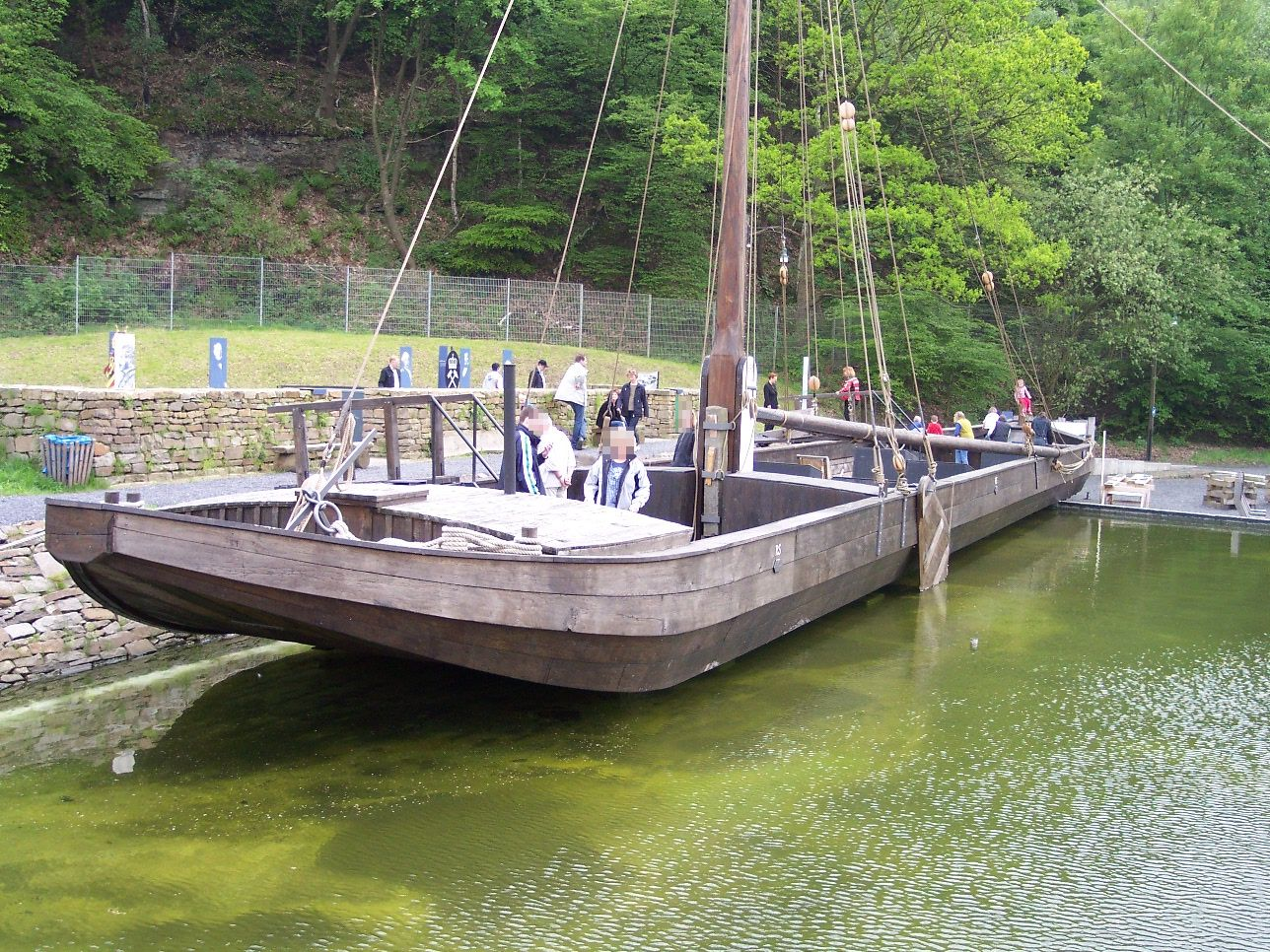
Nachbau einer historischen Ruhraak im Museum Zeche Nachtigall

Schiffbar war die Ruhr zuvor natürlicherweise nur zwischen der Ruhrmündung bei Ruhrort und Mülheim an der Ruhr. Seit dem 14. Jahrhundert befuhren Duisburger, Ruhrorter und Mülheimer Schiffe den Unterlauf des Flusses. Nur die Zechen im Mülheimer Raum konnten von diesem preiswerten Transportweg profitieren. In Mülheim entstand die erste Kohlenniederlage des Ruhrgebiets, verbunden durch Schiebewege zu den Kleinzechen. Ab etwa 1750 wurde die Ruhr hier gezielt als Transportweg für den Absatz der Kohle ins übrige Rheinland genutzt. Die Werdener Zechen mussten ihre Kohle über Kohlfurth nach Solingen und Cronenberg schaffen.

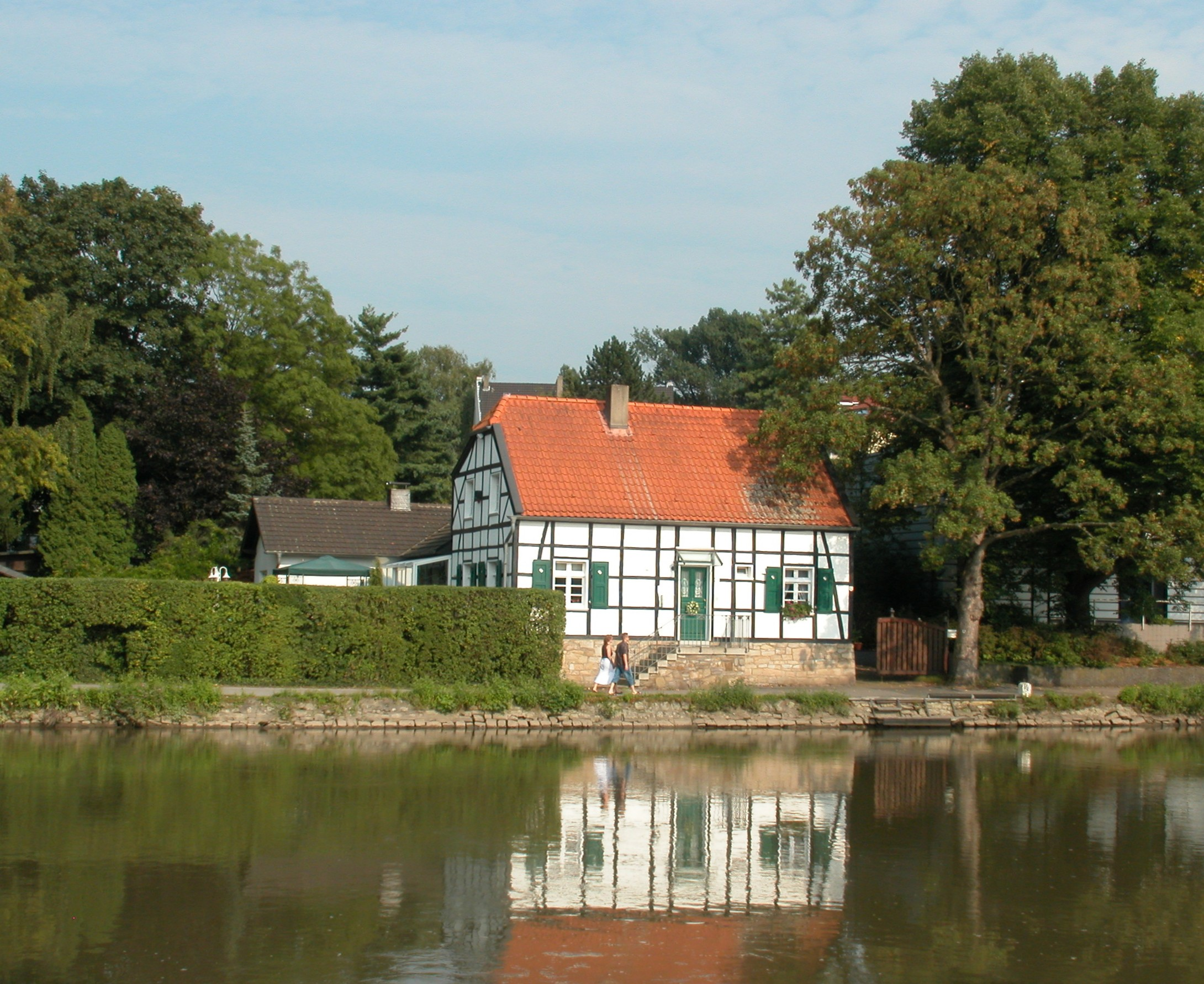
Die ehemalige Treidelstation in Mülheim

Nach dem Ruhrausbau, also in den Jahren zwischen 1780 und 1801, fuhren Schiffe die Ruhr hinauf bis Fröndenberg-Langschede. In dem kleinen Langscheder Hafen wurden Getreide aus dem Umland und Salz aus der Saline Königsborn verladen. Der nun deutlich vereinfachte Kohlentransport ins Rheinland führte wiederum zu einer höheren Nachfrage. Die für die Ruhrschifffahrt eingesetzten Aaken zeichneten sich durch ihren geringen Tiefgang aus, bei einer Nutzlast von bis zu 175 Tonnen. Ab Mitte des 19. Jahrhunderts verlagerte sich jedoch der Transport auf die Eisenbahn, so dass die Ruhr für den Güterverkehr wirtschaftlich uninteressant und oberhalb von Mülheim eingestellt wurde.
An der Mündung in Duisburg-Ruhrort entstand mit den Duisburg-Ruhrorter Häfen der größte Binnenhafen Europas.
Von der Mündung ist der Fluss heute 12,21 km hinauf nach Mülheim an der Ruhr zur Binnenwasserstraße des Bundes (Wasserstraßenklasse Vb und Va) ausgebaut. Somit ist die Ruhr bis oberhalb der Nordbrücke Mülheim für das „Große Rheinschiff“ befahrbar. Im Mülheimer Stadtteil Speldorf liegt der 1927 eröffnete Rhein-Ruhr-Hafen. In Duisburg ist die Ruhr oberhalb der Staustufe mit dem Rhein-Herne-Kanal verbunden.

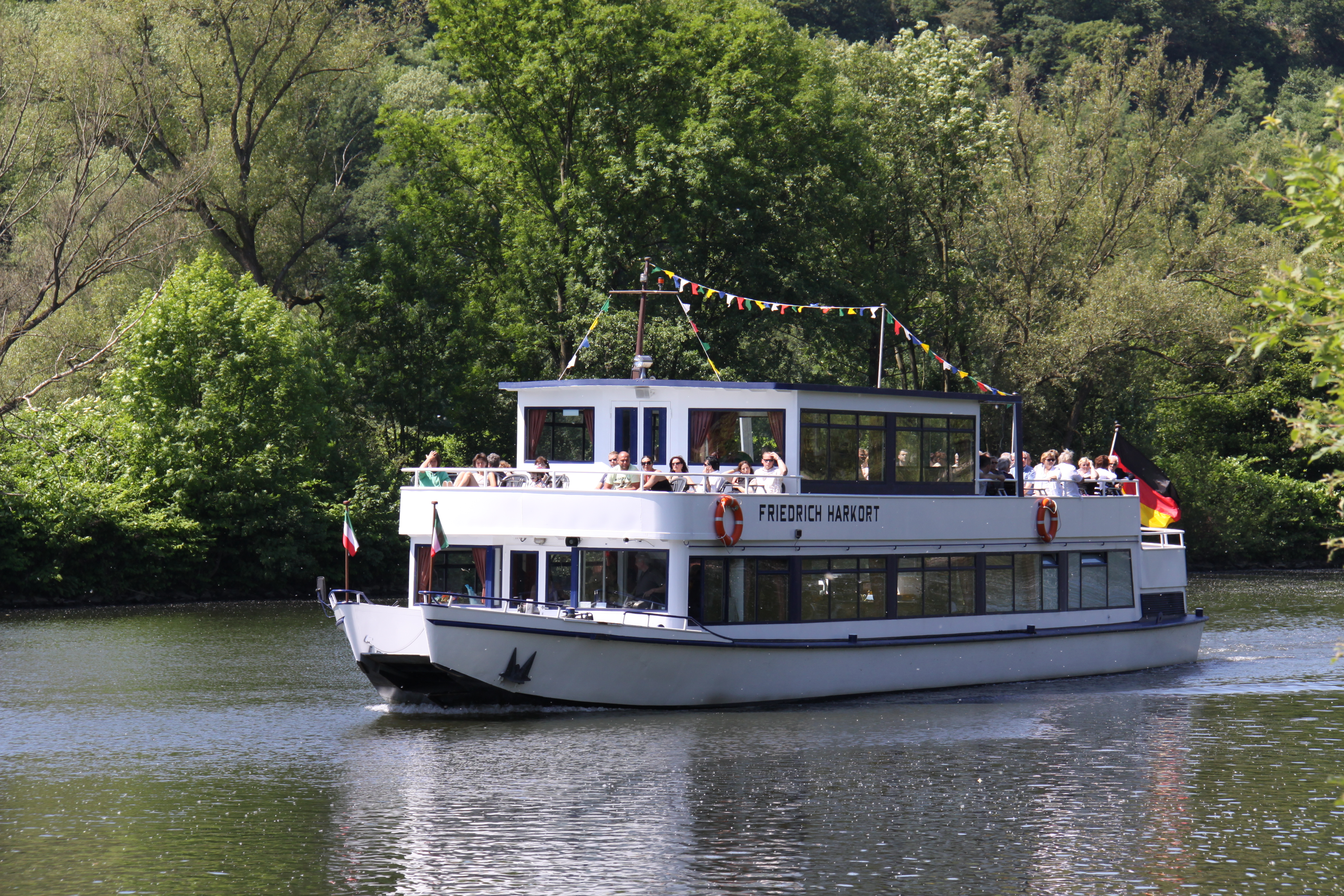
Fahrgastschiff Friedrich Harkort auf der Ruhr bei Herdecke

Von Mülheim weiter flussaufwärts bis Essen-Rellinghausen (km 41,40) ist die Ruhr als Landeswasserstraße für Fahrzeuge mit einem maximalen Tiefgang von 1,7 m, einer maximalen Länge von 38 m und einer maximalen Breite von 5,2 m befahrbar. Weiter flussaufwärts verkehren auf dem Kemnader See, auf der Ruhr selbst zwischen dem Kemnader See und Witten-Bommern, auf dem Harkortsee und der Ruhr in Herdecke sowie auf dem Hengsteysee Fahrgastschiffe zur Naherholung.

#### Eisenbahnverkehr im Tal

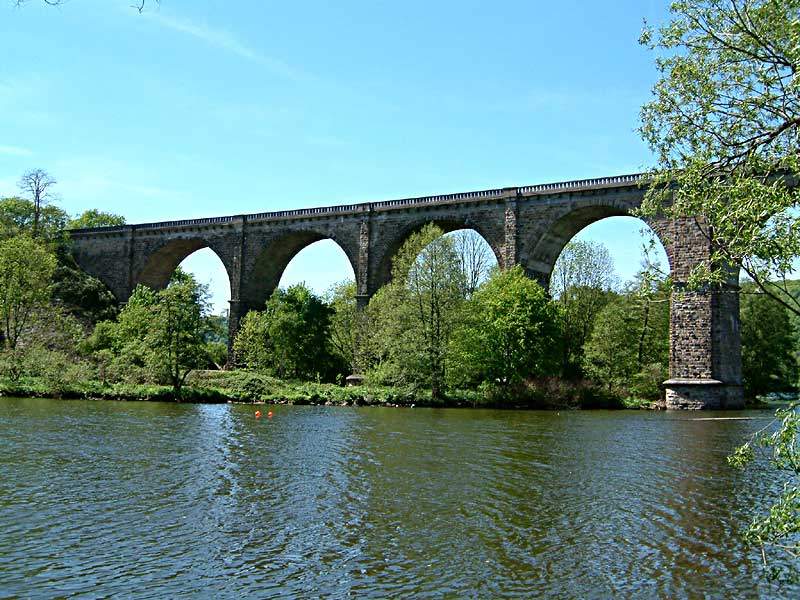
Der Ruhr-Viadukt in Herdecke

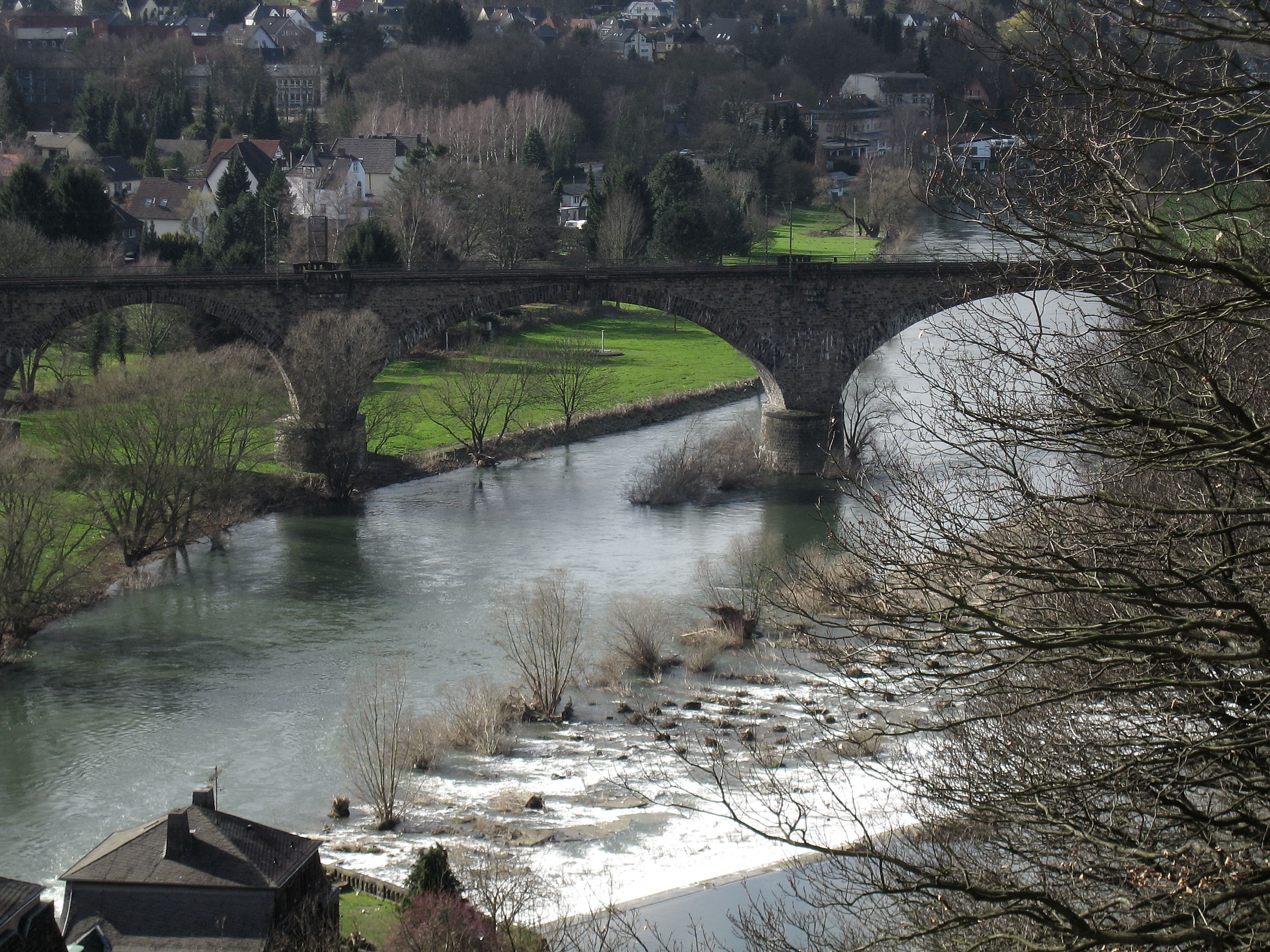
Der Ruhr-Viadukt in Witten

Das geringe Gefälle im mittleren und unteren Ruhrtal begünstigte den Eisenbahnbau. Der erste Gleisabschnitt entlang des Flusses wurde bereits 1847 mit der Prinz-Wilhelm-Eisenbahn zwischen Überruhr, Kupferdreh und Steele in Betrieb genommen. Im Laufe der folgenden Jahrzehnte wurde die Bahnstrecke zur Ruhrtalbahn komplettiert. Die Strecke hatte eine wichtige Rolle beim Kohletransport in der Industrialisierungsphase des Ruhrgebiets.
Zu Beginn führte die Untere Ruhrtalbahn bis 1978 flussaufwärts von Mülheim-Styrum nach Kettwig im Essener Südwesten. Die Trasse wird heute zwischen dem Haltepunkt Kettwig Stausee und Essen-Werden im Nahverkehr des Verkehrsverbundes Rhein-Ruhr von der S-Bahnlinie S6 befahren. Auch der älteste Abschnitt der Ruhrtalbahn ist nach wie vor in Betrieb, jetzt mit der S9 auf ihrem Weg zwischen Haltern und Wuppertal. Von Steele bis Hattingen verkehrt heute die S-Bahnlinie S3. Auf dem mittleren Abschnitt der Strecke gibt es heute einen mit Dampflokomotiven betriebenen Museumszugverkehr des Eisenbahnmuseums von Dahlhausen über Hattingen nach Hagen. Die Züge des Ruhr-Sieg-Express und der Ruhr-Lenne-Bahn benutzen von Wetter bis Hagen-Vorhalle ein Stück der Ruhrtalbahn auf ihrem Weg zur Lenne. Auf der oberen Ruhrtalbahn, die von Hagen bis Olsberg im Tal der Ruhr verläuft, fahren der Sauerland-Express von Hagen in Richtung Warburg und der Dortmund-Sauerland-Express nach Winterberg.
In Herdecke überspannt ein 313 m langer, 1879 erbauter Viadukt das Ruhrtal. Auf der Strecke verkehrte zwischen Dortmund und Düsseldorf die ehemalige Rheinische Eisenbahn. Noch heute wird dieses Brückenbauwerk von der Volmetalbahn auf der Strecke zwischen Hagen und Herdecke genutzt.
Eine weitere imposante Eisenbahnbrücke überspannt in Witten das Ruhrtal. Der 1916 für die Bahnstrecke Witten–Schwelm erbaute Viadukt wird heute noch von Güterzügen zwischen Witten und Hagen befahren.

#### Straßenverkehr an der Ruhr

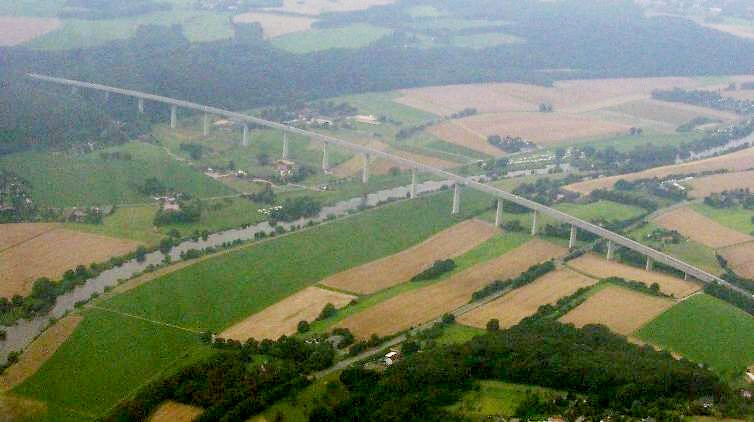
Mintarder Brücke (A 52)

Während die Ruhrtalbahn zumeist am linken Ufer der Ruhr ihre Trasse besitzt, wird die gegenüberliegende Seite häufig für wichtige Verkehrsverbindungen genutzt. Nach der Quelle fließt das Wasser der Ruhr zunächst entlang der B 480 nach Norden, später führen zwischen Bestwig und Wickede die A 46 und A 445 zu wesentlichen Teilen am Fluss entlang. Zwischen Wetter und Witten ist es die B 226. Am Kemnader See, zwischen Bochum und Witten, verkehrt die A 43 direkt am Rande des Sees, nahe Essen-Heisingen ist es die B 227. Über die Ruhr führen über 100 Brücken. In früheren Zeiten nutzte man auch Furten, etwa die Kölner Furt bei Hattingen. Die A 52 wird über die größte Ruhrtalbrücke bei Mintard über das Ruhrtal geführt. Die B 51 ist die moderne Variante der historischen Verbindung über die Ruhrbrücke zwischen Hattingen und Bochum.

### Energielieferant

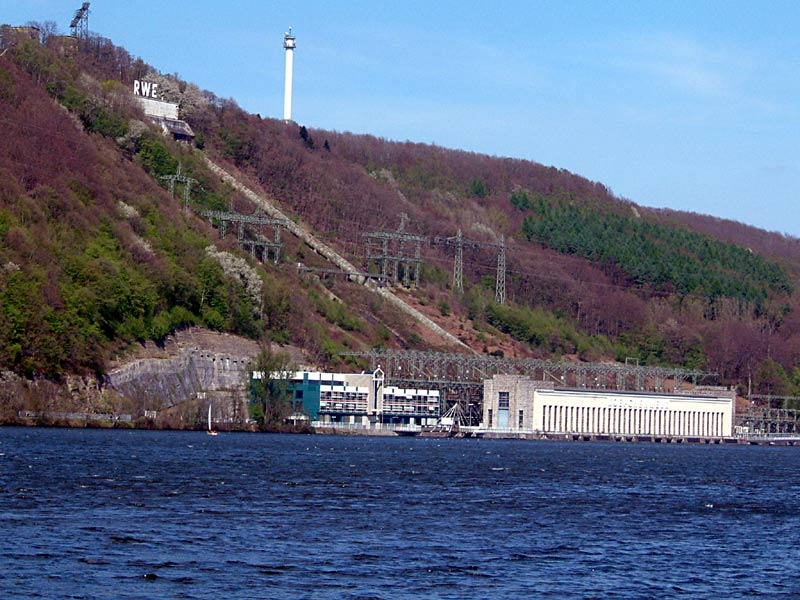
Das Koepchenwerk am Ruhrhang

Die Ruhr wird seit Beginn der Elektrifizierung als Energielieferant genutzt. So gibt es entlang des Flusses zahlreiche private und auch kommunale Wasserkraftwerke, zumeist Laufwasserkraftwerke wie in Wiemeringhausen, Olsberg, Nuttlar, Alfert, Velmede, Eversberg, Heinrichsthal, Stockhausen, Freienohl, Wildshausen, Arnsberg, Fröndenberg, Schwerte-Westhofen, Wetter und Witten. In Herdecke steht das große Pumpspeicherkraftwerk Koepchenwerk in relativer Nachbarschaft zum Laufwasserkraftwerk Hengstey. Die gesamte Ausbauleistung der Wasserkraftwerke an der Ruhr beträgt rund 85.000 kW. Des Weiteren wird das Ruhrwasser auch als Kühlwasser für mit Kohle befeuerte Dampfkraftwerke genutzt.

### Wasserwirtschaft

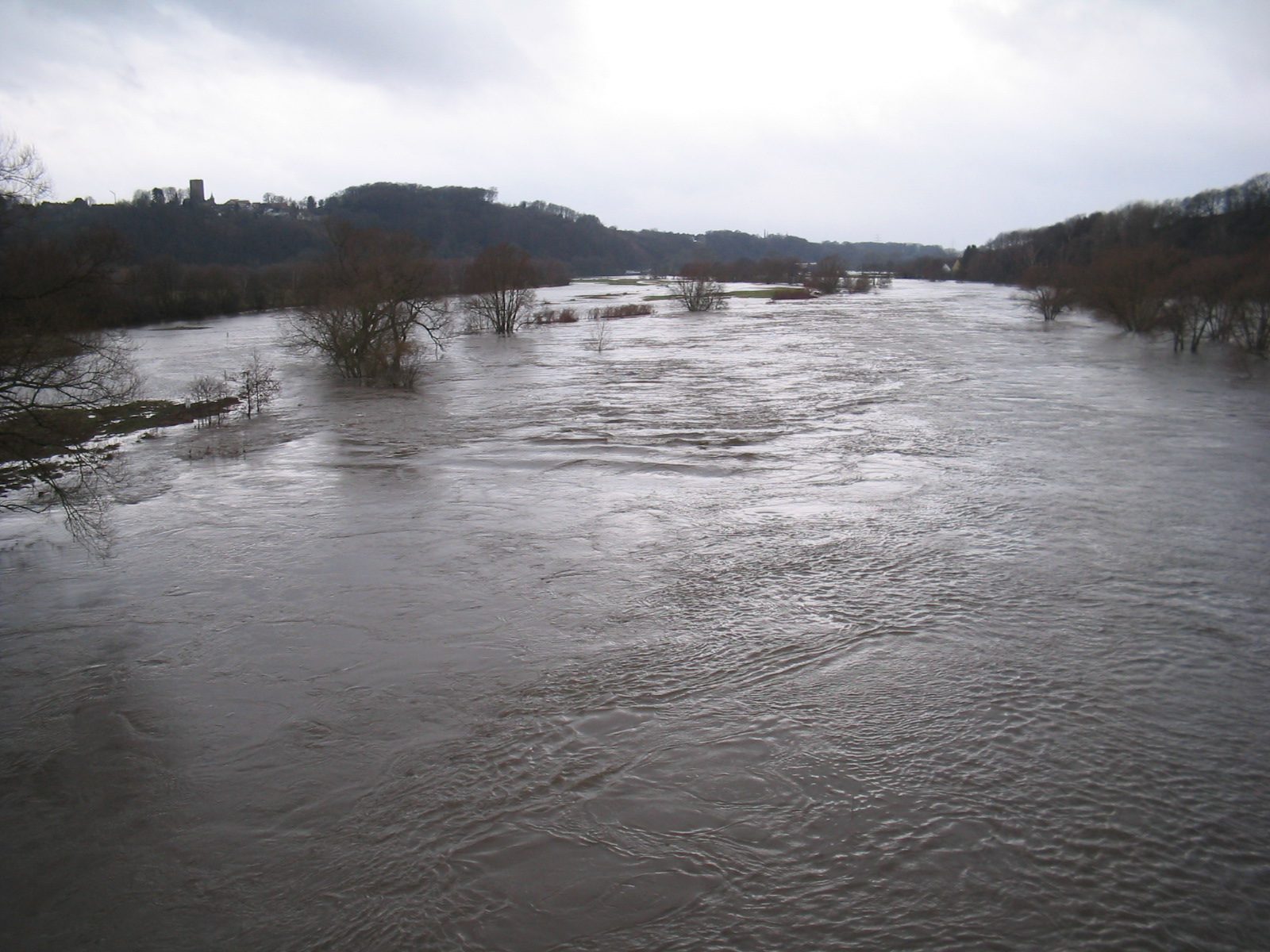
Ruhrhochwasser bei Blankenstein

Die Ruhr ist ein windungsreicher Fluss, der in seinem Oberlauf im gebirgigen Hochsauerland zunächst eher als Bach erkennbar ist, durch die Zuflüsse seiner Nebengewässer schließlich zum fünftgrößten Nebenfluss des Rheins wird. Das Verhältnis von Hoch- zu Niedrigwasser läge unreguliert bei 1:500, was sich aus der fast ausschließlichen Lage des Einzugsgebiets der Ruhr im Rheinischen Schiefergebirge erklärt. Dessen Böden können nur sehr wenig Wasser aufnehmen. Für die Wasserwirtschaft an der Ruhr ist der Ruhrverband zuständig. Seine Talsperren an den Nebenflüssen der Ruhr im Sauerland dienen der Abflussregulierung sowie in geringem Maße der Trinkwassergewinnung. Die durch den Ruhrverband errichteten fünf Ruhrstauseen zwischen Dortmund und Essen sind vorrangig Teil des umfangreichen Systems zur Qualitätsverbesserung des Ruhrwassers.
Der Pegel der Ruhr wird an 23 Messpunkten durch den Ruhrverband und das Landesamt für Natur, Umwelt und Verbraucherschutz NRW ermittelt.
Aufgrund des zuvor erwähnten geomorphologischen Landschaftsbildes liegt das Einzugsgebiet der Ruhr überwiegend südlich von ihr, und die Wasserscheide zum Emscher-Flusssystem verläuft in geringer Entfernung nördlich vom Ruhrtal. Einschließlich der Nebenflüsse liegt das Einzugsgebiet der Ruhr fast vollständig im Bundesland Nordrhein-Westfalen (4.481 von 4.485 km²) und zu einem kleinen Teil in Rheinland-Pfalz. Als Teileinzugsgebiet gehört das gesamte Flusssystem der Ruhr zum Einzugsgebiet des Rheins.

#### Trinkwassergewinnung

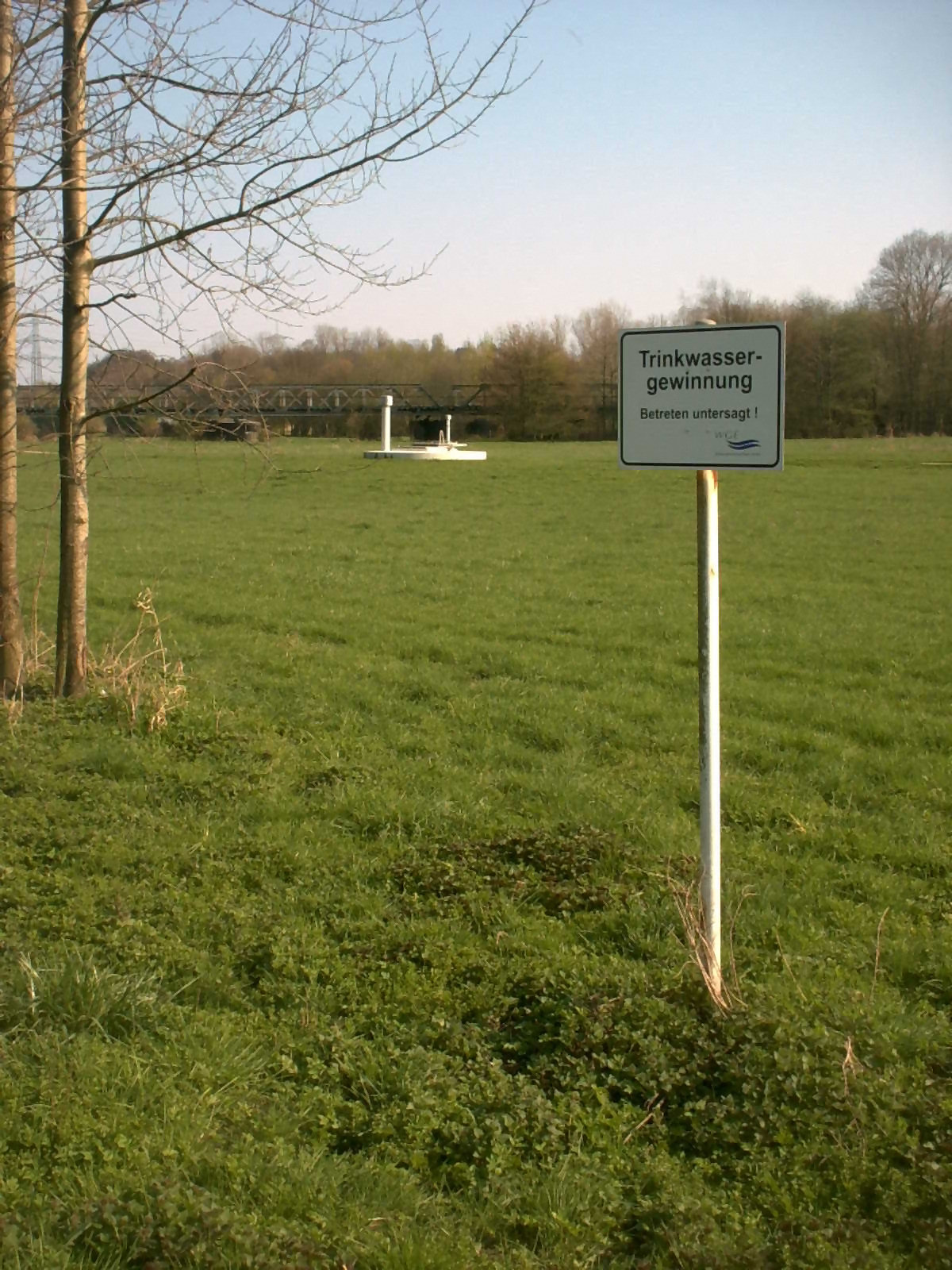
Trinkwasserbrunnen im Ruhrtal bei Essen

Im direkten Einzugsgebiet der Ruhr leben ungefähr 2,2 Millionen Menschen, die ihr Trink- und Brauchwasser aus ihr beziehen. Das Wasser wird im Kies und Sand des Flussbetts filtriert und zur Grundwasseranreicherung eingesetzt. Neben diesem Verfahren existieren auch Brunnen zur Gewinnung von Uferfiltrat und Grundwasser ohne Anreicherung. Insgesamt wird in den Wassergewinnungsanlagen von 20 Wasserwerken gefördert. Die Gewinnung, Förderung, Aufbereitung und Bereitstellung von Trinkwasser an der Ruhr wird unter anderen durch die Unternehmen Rheinisch-Westfälische Wasserwerksgesellschaft, Gelsenwasser AG, Wasserwerke Westfalen GmbH, Wassergewinnung Essen GmbH und Wasserbeschaffung Mittlere Ruhr GmbH realisiert. 15 Unternehmen der öffentlichen Wasserversorgung an der Ruhr sind in der Arbeitsgemeinschaft der Wasserwerke an der Ruhr organisiert.
Insgesamt werden jährlich etwa 510 Millionen Kubikmeter Trinkwasser gefördert. Aus dem Flussgebiet der Ruhr wird über Rohrleitungen auch Wasser in die benachbarten Fluss-Systeme von Emscher und Lippe übergeleitet, so dass die Ruhr insgesamt rund 5,2 Millionen Menschen mit Wasser versorgt. Federführend ist der Ruhrverband.
Bereits im Gebiet um Fröndenberg wird die Ruhr stark zur Wasserversorgung genutzt. Von dort aus wird Wasser entnommen, um größere Teile des östlichen Ruhrgebiets mit Wasser zu versorgen.

## Freizeit und Erholung
„Die Ruhrgegend. Wer eine herrliche Gegend kennen lernen will, findet hier reiche Befriedigung; denn alles, was eine heitere Landschaft zu schmücken vermag, ist hier in einem Bezirke von wenigen Stunden vereint anzutreffen: ein liebliches Thal, von heitern Bergen bekränzt, Ritterburgen und Ruinen, fruchtbare Fluren und duftende Wiesen und dabei blühender Gewerbfleiß und Handel.“

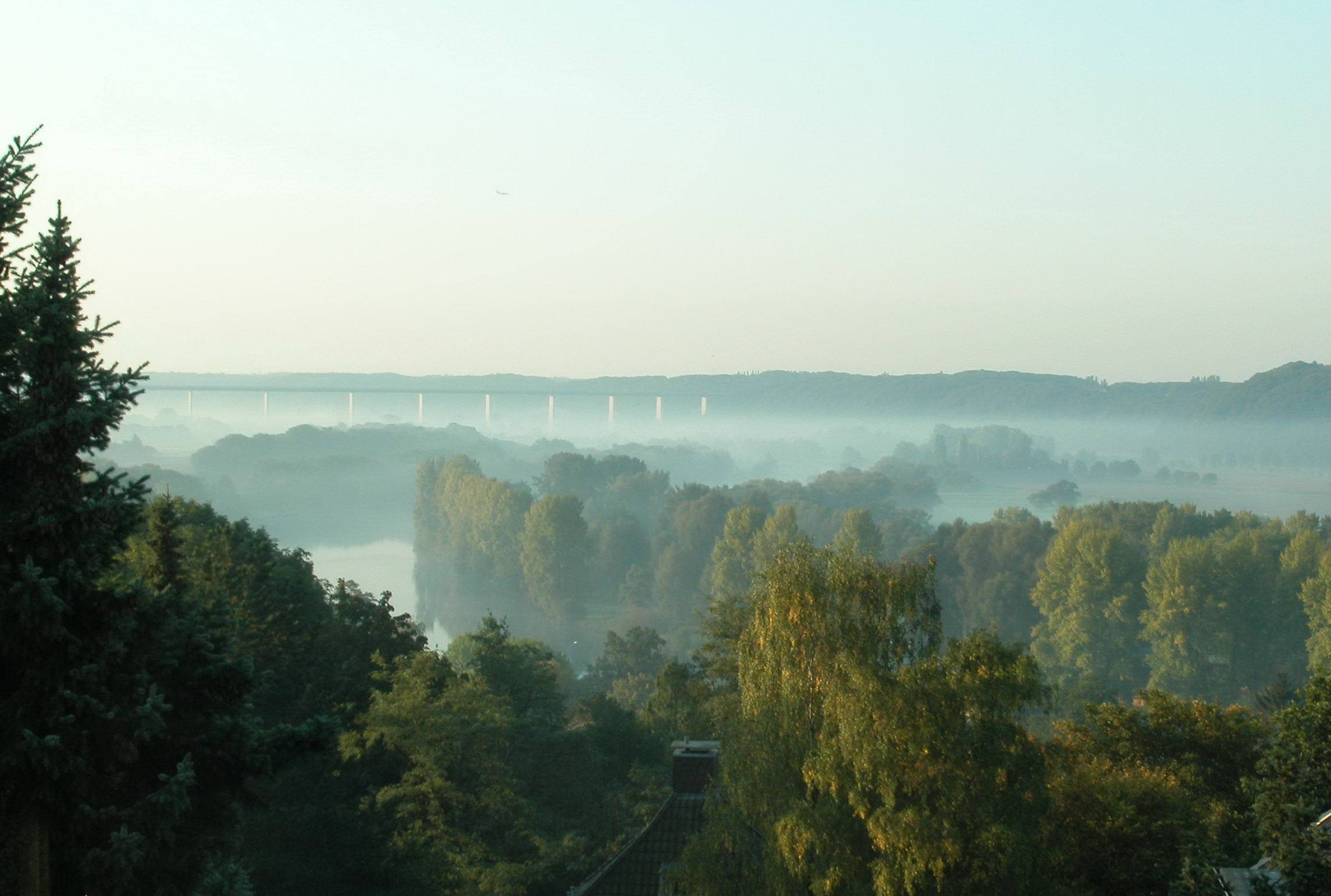
Das Ruhrtal in Mülheim

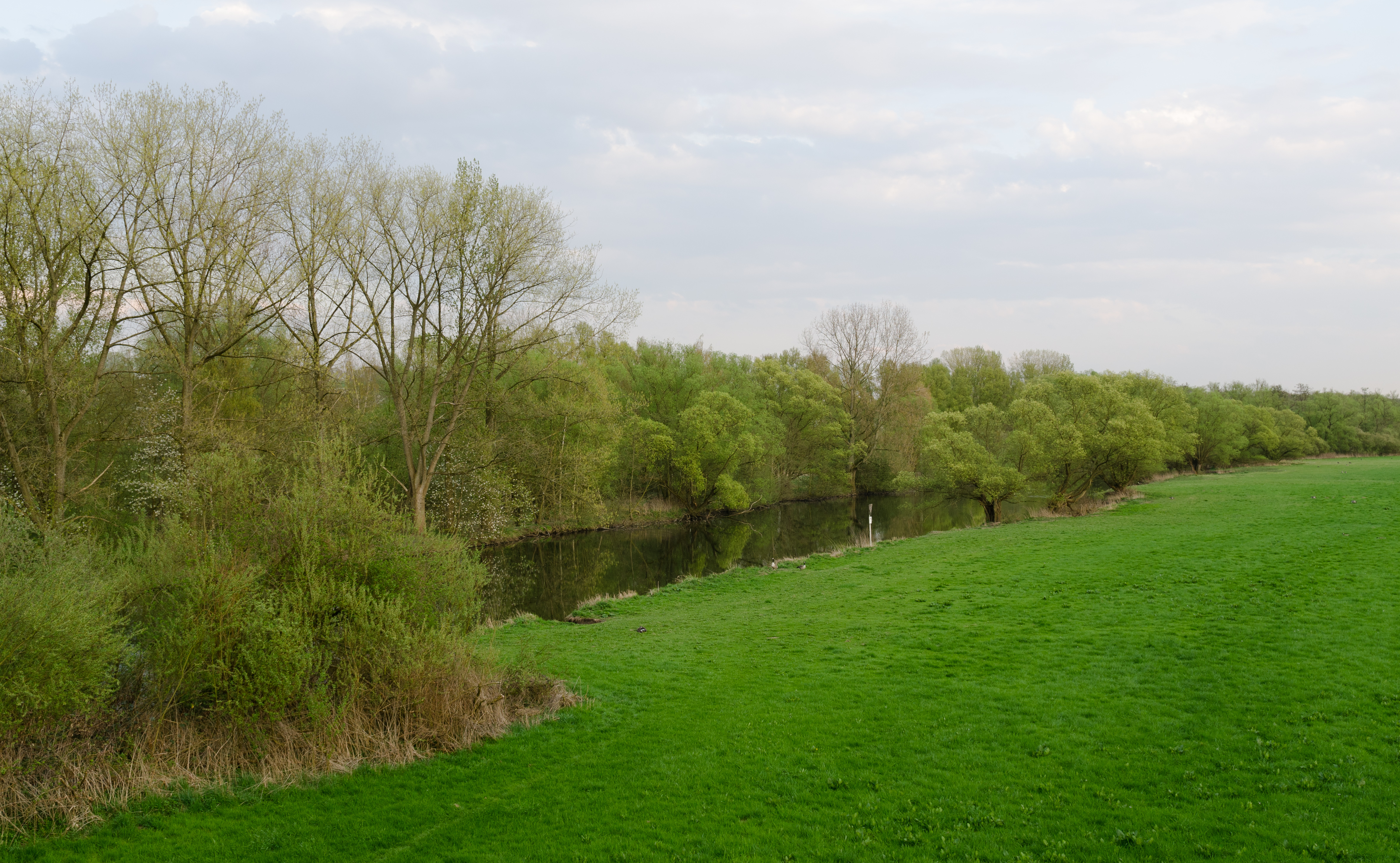
Ruhrwiesen bei Mülheim-Menden an einem Nebenarm der Ruhr

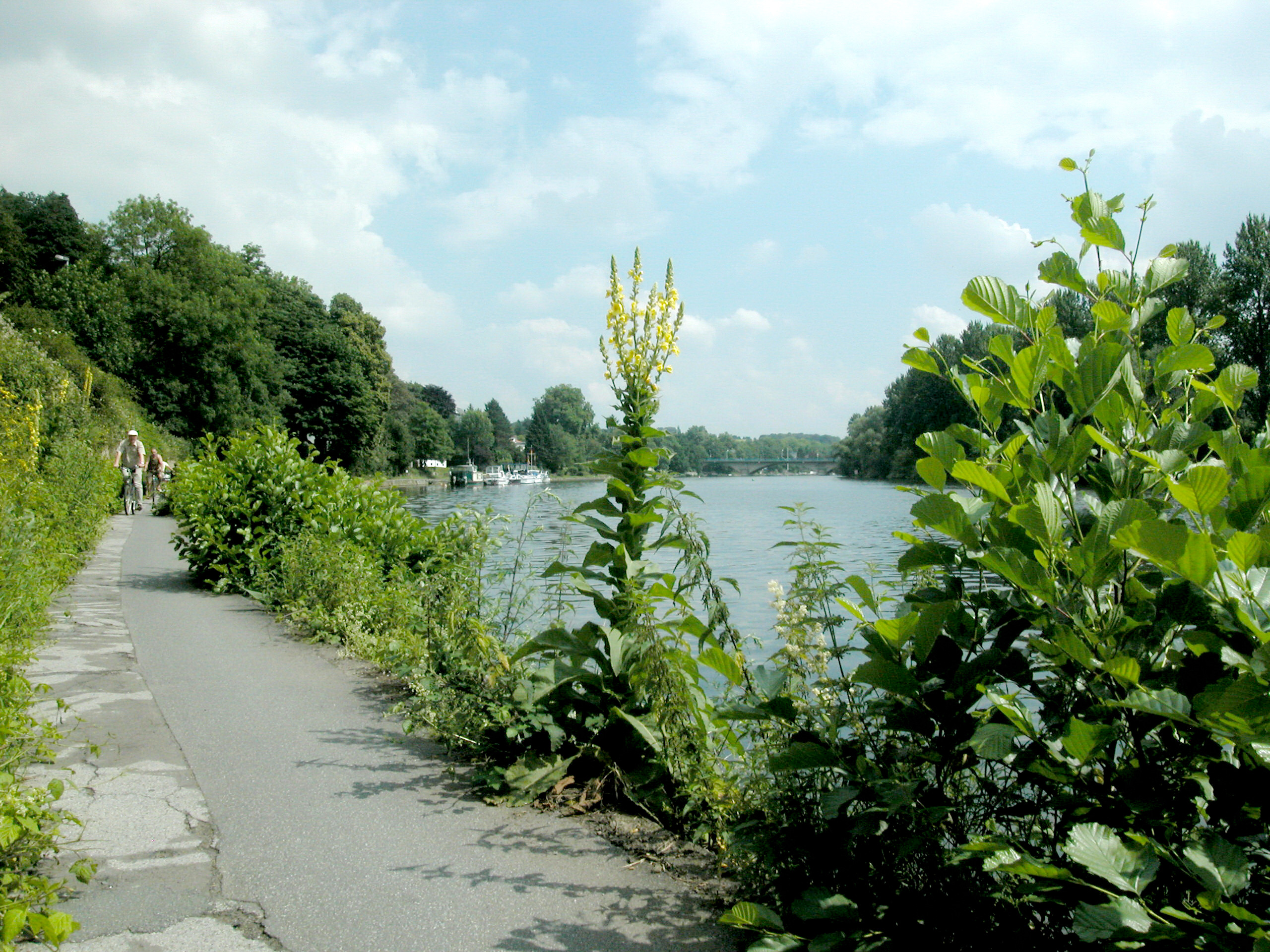
Leinpfad in Mülheim

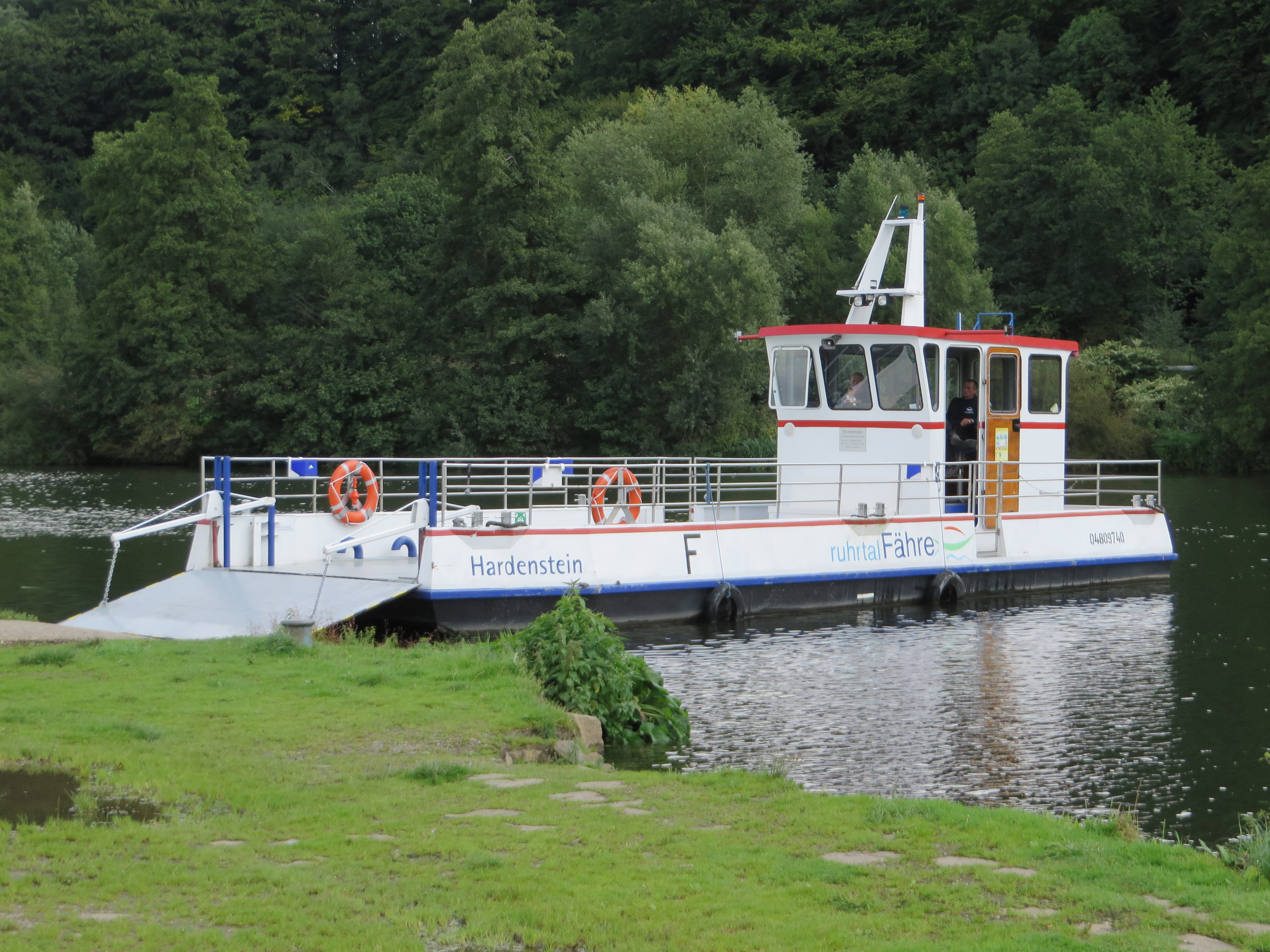
Die Hardenstein setzt Radfahrer und Fußgänger über den Fluss (zwischen Herbede und Heven bei Witten)

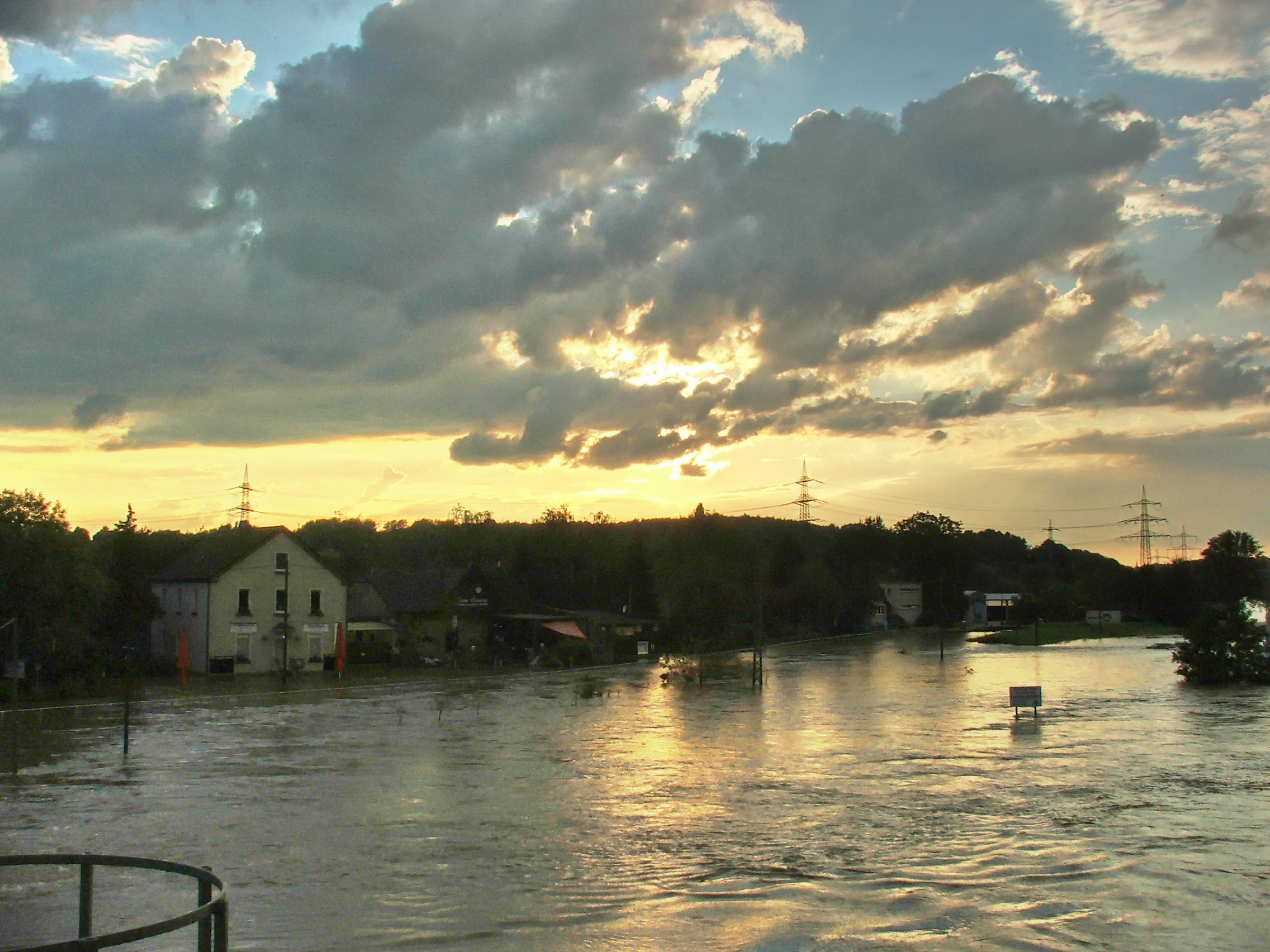
Zweites August-Hochwasser 2007, Blick von der Schwimmbrücke Dahlhausen zur Hattinger Seite

Das Ruhrtal hat insbesondere für das Ruhrgebiet eine wichtige Funktion als Erholungsraum. Die Ruhrufer sind weitgehend von Industrie und Bebauung verschont und von Wiesen geprägt. Entlang der Ufer verlaufen auf den alten Leinpfaden an vielen Stellen Rad- und Fußwege. Auf der Ruhr verkehren abschnittweise Ausflugsschiffe. Zu erwähnen sind in diesem Zusammenhang die Ruhrstauseen Hengsteysee, Harkortsee, Kemnader See, Baldeneysee und Kettwiger See sowie die Stadt Mülheim an der Ruhr, deren Wasserbahnhof Ausgangspunkt der Weißen Flotte, einer Reihe von Ausflugsschiffen, ist. Auf dem Kemnader See verkehren Fahrgastschiffe, so die Schwalbe II, zwischen dem Kemnader Wehr und der Uferstraße an der Ruhr oberhalb des Sees in Witten-Bommern. (siehe auch: Bochum #Stadt ohne Hafen)
Auf dem Fluss und den Stauseen wird vielfältig Wasser- und anderer Sport betrieben. Zahlreiche Kanu- und Rudervereine sind an den Ufern beheimatet. Auf den Seen wird gesegelt und es können Ruder-, Paddel- oder Tretboote gemietet werden. Hinzu kommen Plätze am Ufer für Beachvolleyball oder als Ausgangspunkt für Windsurfing. Die ebenen Wege rund um die Stauseen sind insbesondere im Sommer ein beliebtes Ziel für die Inline-Skater des Ruhrgebietes. Die Ruhr ist allerdings kein Badegewässer, da weiterhin gereinigte Abwässer über die Zuflüsse und einige Kläranlagen eingeleitet werden. Dennoch baden viele Menschen in der Ruhr.
Die Stadt Bochum hat nahe dem Bahnhof Dahlhausen im Sommer 2022 eine offizielle Badestelle ausgewiesen, welche abhängig von der Wasserqualität nutzbar ist. Es handelt sich um die erste ihrer Art. Die dortige Badestelle wird durch Ampeln geregelt und ist bei widrigen Umständen gesperrt. Auch am Seaside Beach im Baldeneysee kann gebadet werden. Bis 2017 wurde diese Stelle Licht- und Luftbad genannt. Hier gibt es – im Gegensatz zu Bochum – eine Schwimmaufsicht. Nahe der Mendener Brücke in Mülheim wurde im Juli 2023 eine dritte Bademöglichkeit eröffnet. Die örtliche DLRG wird zu Trainingszwecken eine Aufsicht stellen.
Entlang der Ruhr führt der gut 240 Kilometer lange Ruhrhöhenweg des Sauerländischen Gebirgsvereins Wanderer von der Quelle bis zur Mündung an den Duisburger Häfen.
Seit April 2006 führt der Ruhrtalradweg über 220 Kilometer von der Quelle bis zur Mündung. Der ausgeschilderte Weg verläuft überwiegend in Flussnähe entlang der Talsohle. Vom Frühling bis zum Herbst setzt in Witten bei der Burgruine Hardenstein die Fähre Hardenstein Radfahrer auf Zuruf über den Fluss.
Die Ruhr war schon früh Naherholungsgebiet und die Höhen über dem Fluss Wohngebiet der wohlhabenden Bevölkerungsschicht. So ließ sich zum Beispiel dort, im Essener Süden, 1873 Alfred Krupp seine Villa Hügel errichten.

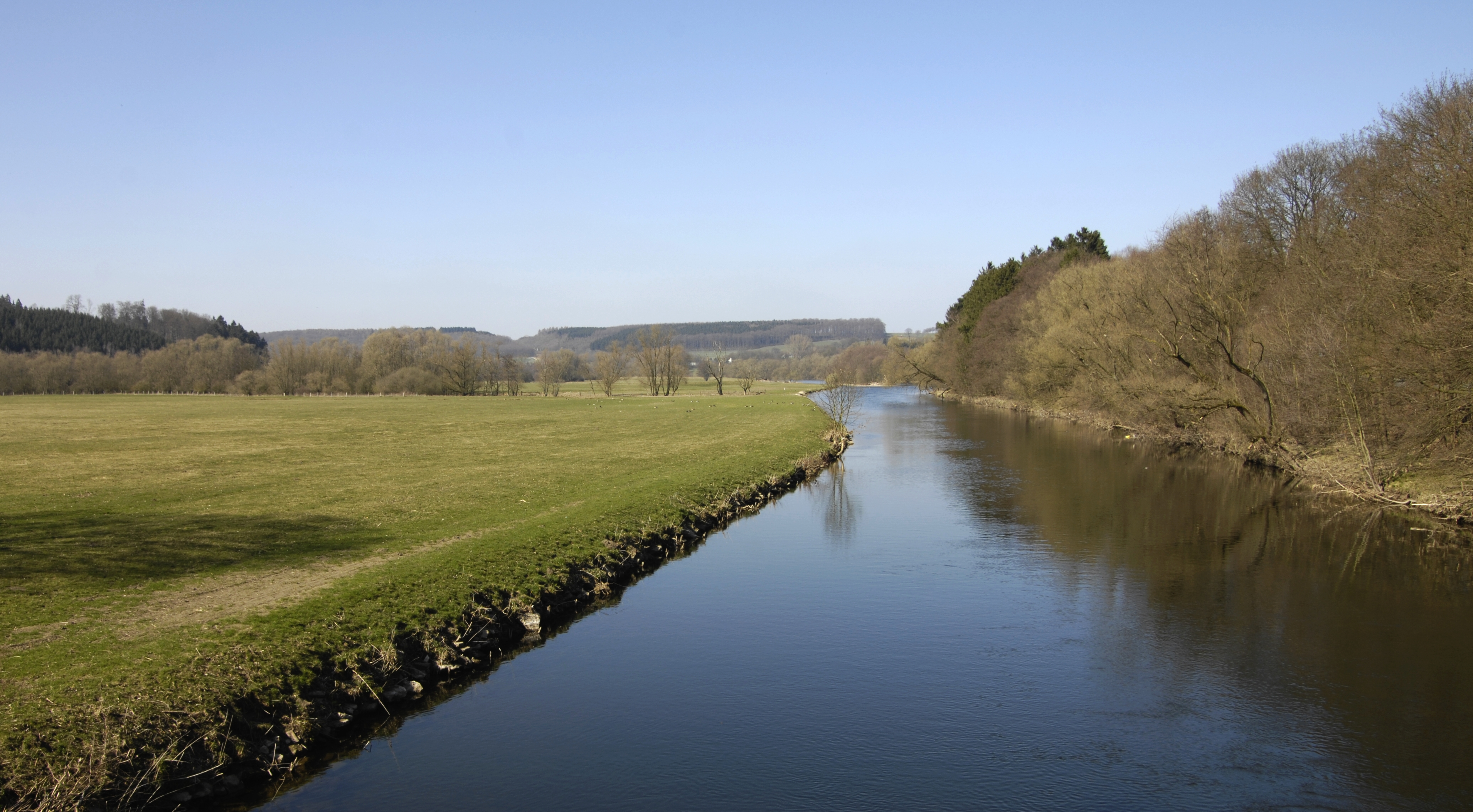
Die Ruhr in der Nähe von Hünningen

## Siehe auch

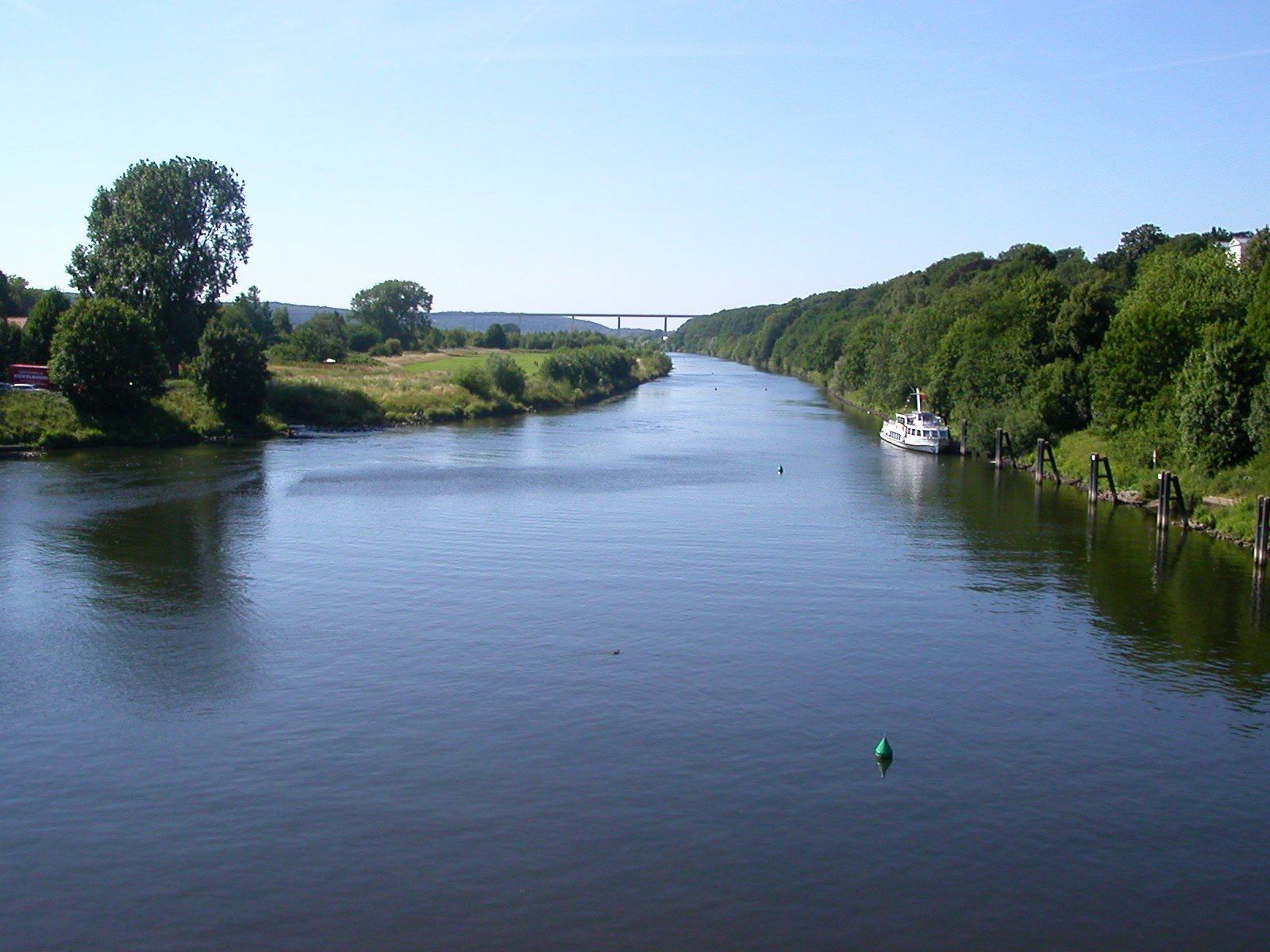
Die Ruhr bei Kettwig